# Ászik

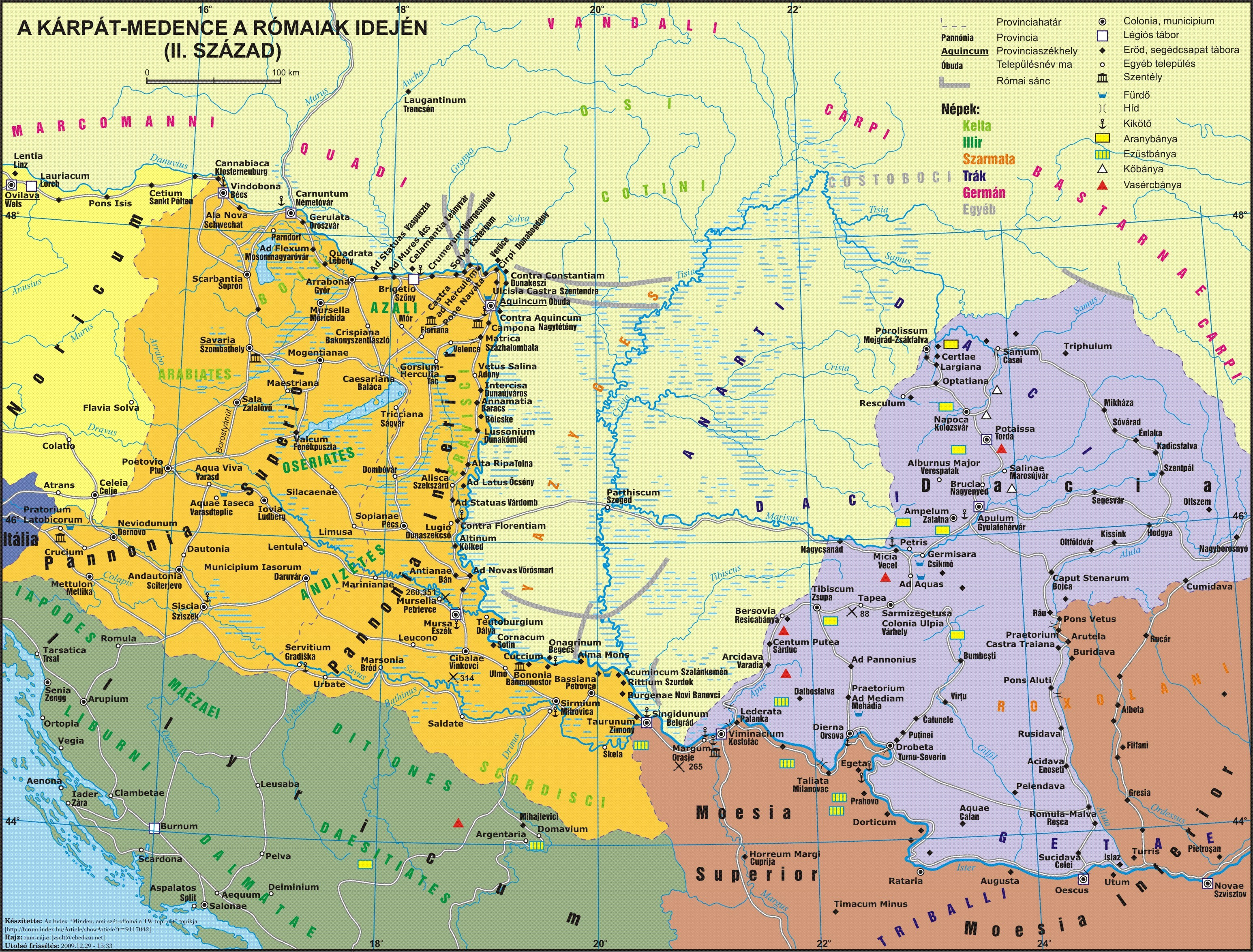
Ászik a Kárpát-medencében (i. sz. 2. század)

Az ászik, helyesebben jászik – nevük görög köntösben aszianoi (ασιανοι), aszioi (ασιοι), iazügesz (ιαζυγες) stb., latinosan asii, astacae stb., napjainkban jászok – egykor a szkíta népek körébe, a szakák csoportjába tartoztak. Kisebb szövetségük neve kezdetben – görög hallás szerint – masszaget (masszagetai: μασσαγεται), utóbb pedig alán (alanoi: αλανοι).
Az ászi nép kisebb szövetségének neve kínai átírásban Alan (阿蘭) – helytelenül Alanliao (阿蘭聊) –, birodalmuké pedig Hoszu (闔蘇), illetve ennek kínai megfelelője, Jencaj (奄蔡), vagyis Hatalmas puszta volt. Ásziország, azaz Hoszu lakóinak neve Caius Plinius Secundus művében abzoae, a Tabula Peutingeriana tábláin pedig arsoae.
Írott történelmük hajnalán (i. e. 6–2. század) az ászik Közép-Ázsia lakói voltak. Három törzsüket ismerjük: ászik, aorszok és rhoxolánok. Az aorszok neve perzsa királyi sziklafeliratokon Sakâ tigraxaudâ, azaz hegyes fövegű szakák.
A névadó ászik a Szir-darja, az aorszok pedig az Amu-darja alsó szakaszánál, Khoraszmia oázisának területén laktak. A harmadik törzs, a rhoxolánok először a kelet-európai pusztán tűntek fel. Elsőként Sztrabón ad hírt róluk az i. e. 1. században.
A régészek és a történészek – a szóban forgó neveket egyszer népnek, másszor szövetségnek tulajdonítván – felváltva nevezik az ászikat alánoknak, ásziknak, jászoknak, jazigoknak, masszagétáknak és szarmatáknak stb.
A Kaukázus területén ma élő oszétok nem az ászik leszármazottai vagy rokonai. Oszéteknek (oszét: „oszok”) a szomszédos népek nevezték, illetve nevezik őket, mivel egy időben az ászik hűbéresei voltak. Önelnevezésük azonban iron.

## Történetük

### Az írott történelem előtti időkben
A szakának nevezett szkíta csoport a bronzkor korai szakaszában, i. e. 2200–1800. között szakadt el a kelet-európai szkítáktól. Az Urál hegység nyugati oldaláról, illetve a Volga mellékéről a hegység keleti oldalára költöztek, s az Urál, a Tobol és az Isim folyó vidékén telepedtek le. E népesség a bronzkor középső szakaszában, i. e. 1800–1500. között szétterjedt Közép-Ázsia és Dél-Szibéria pusztaságain. Birtokaikat északon a tajga, nyugaton a Déli-Urál vidéke, Keleten az Altaj, a Szajánok és a Bajkál-tó határolta, délen pedig a Kopet-dag, a Pamír és a Tien-san. (Lásd még: Andronovói kultúra.)
A szakák a bronzkor késői szakaszában telepedtek meg a Turáni-alföld vidékén, egyebek között Khoraszmia területén. Az Amu-darja deltájánál felfedezett tárgyaik korát régészek az i. e. 12–11. századra teszik. A helyszínen feltárt sírhalmokból a szkíta népekre jellemző nyílhegyeket, lószerszámokat, valamint állatalakokkal díszített tárgyakat ástak ki.
Az ászik a Szir-darja és az Amu-darja alsó szakaszánál laktak, az avarok a Kopet-dag északi előterében, a kangarok a Szir-darja középső szakaszát, valamint a Talasz és a Csu folyó lapályát birtokolták, az amürgi szakák a Ferganai-medencét, a szakaurak pedig az Ili folyó és az Iszik-köl vidékén telepedtek le.

### Az Óperzsa Birodalom árnyékában

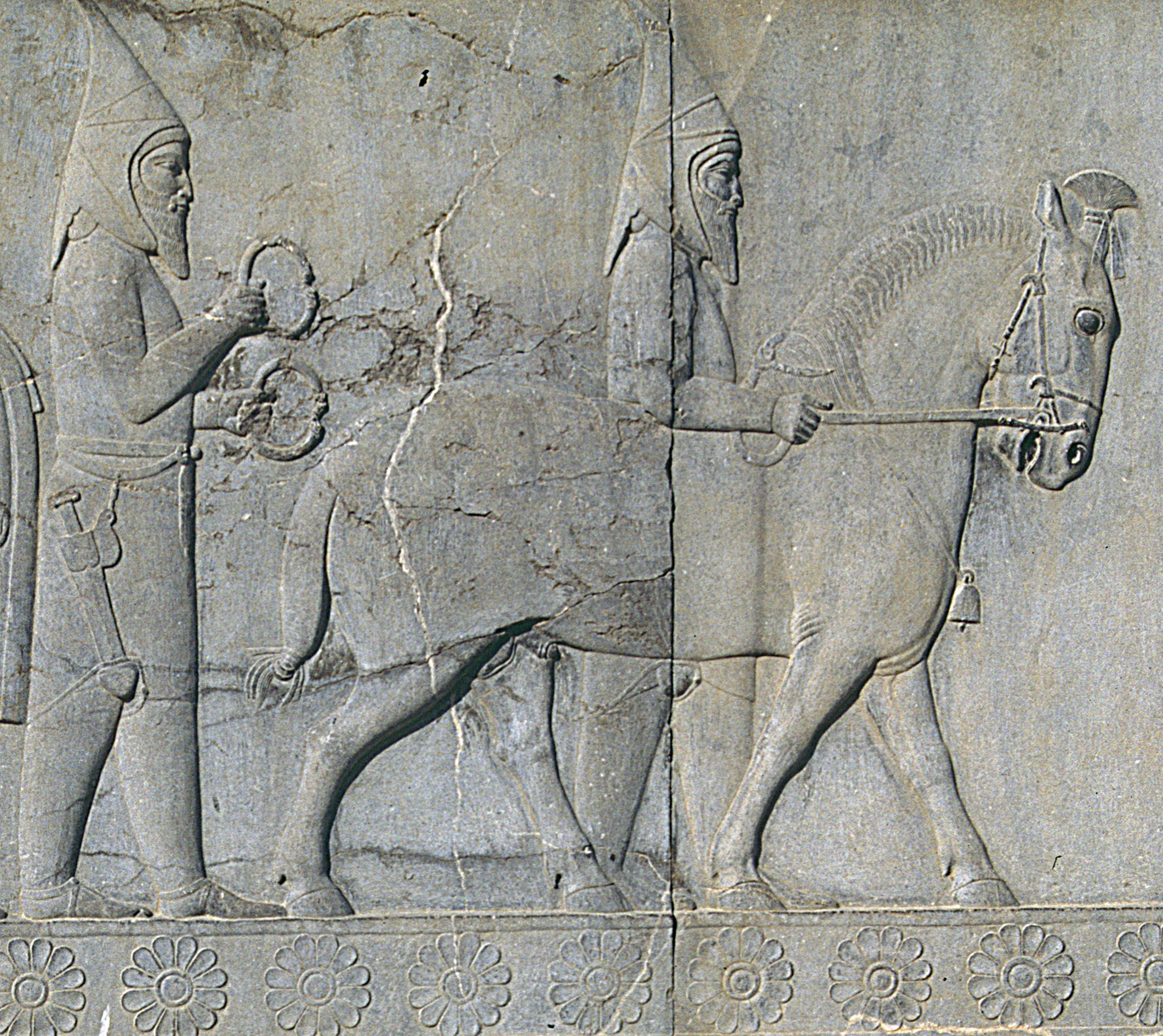
A hegyes fövegű szakák küldöttségének óperzsa ábrázolása

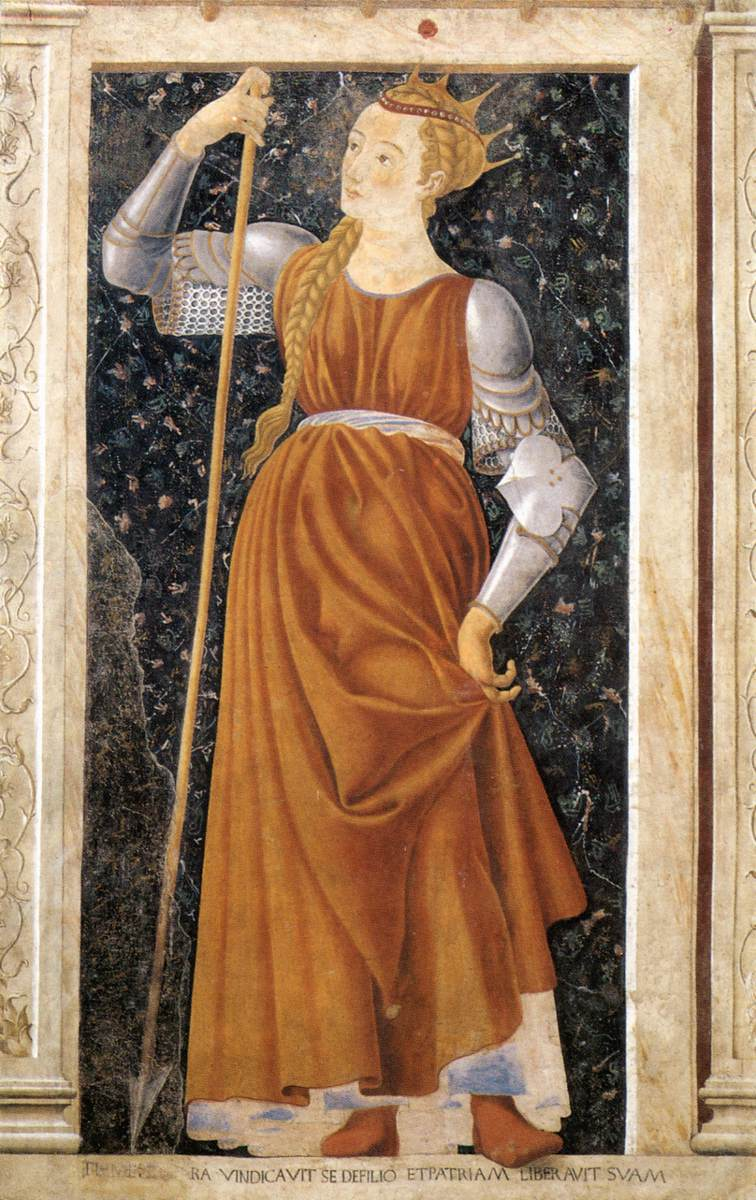
Tomürisz (i. e. 6. század), az ászik nagyasszonya. Andrea del Castagno festménye

A szakák, illetve egyes szaka népek neve első ízben az i. e. 6–5. században bukkan fel az óperzsa királyi sziklafeliratokon, illetve görög nyelvű forrásban.
A perzsák az ászik egyik törzsét, az aorszokat Sakâ tigraxaudâ, azaz hegyes fövegű szakák címmel illették. Hérodotosznál nevük orthokorübantioi (ορθοκορυβαντιοι: felálló tarajúak). Hérodotosz munkája említi először az ászi nép kisebb szövetségének nevét (Masszagetai: Μασσαγεται) is.
II. Kurus az i. e. 553. évben fellázadt a méd uralom ellen, és az i. e. 550. évben magához ragadta a Méd Birodalom irányítását. A médek hűbéresei elismerték a perzsák uralmát, mint pl. Hürkánia, vagy megpróbáltak ellenszegülni, a perzsák azonban igába hajtották őket. A szkíták lakta tartományokban történtekről szinte semmit sem tudunk. Parthava és Khoraszmia országrész, továbbá a Ferganai-medence (szkíta neve görögösen Amürgion pedion: Αμυργιον πεδιον) – az avarok, az aorszok, illetve amürgi szakák lakóhelye – Kurus uralkodásának idejében a perzsák fennhatósága alá tartozott, az avarok pedig korábban valószínűleg a médeknek is hűbéres szövetségesei voltak.
Az amürgi szakák neve a perzsa királyi sziklafeliratokon Sakâ haumavargâ, azaz haumát fogyasztók (e név jelentése kétséges), illetve Sakâ tyaiy para Sugdam, vagyis Szogdián túliak (a perzsa szövegben, betű szerint, „sakaibiš tyaiy para Sugdam”, azaz „a szakáktól, kik Szogdián túliak”).
Kurus az i. e. 538. évben lerohanta Margiana, Baktria és Szogdia birtokait, s kiterjesztette a perzsák uralmát a Szir-darjáig. Alighanem a Ferganai-medencét is ez időben vették birtokba a perzsák. Kurus a Szir-darja mellékén védelmi rendszert építtetett. Ennek része volt Kuruskatha (Kurkat) is, az Óperzsa Birodalom legtávolabbi határvárosa. Alapításának időpontja az i. e. 537–532. év.
Kurus valószínűleg kevéssel halála előtt szállta meg az irániak és szkíták (ászik, közelebbről aorszok) lakta Khoraszmia birtokait. A győztes csaták után a Szir-darja mellékén honos ászik (az ászik vezérlő törzse) ellen vonult, ám a döntő ütközetben (i. e. 530.) seregének jó részével együtt elpusztult.
Hérodotosz és Diodórosz Szikeliótész szerint Kurus a masszagéták, vagyis az ászik elleni küzdelemben esett el. Bérósszosz pár szavas tudósítása szerint a dahák síkságán vesztette életét. Ktésziasz szerint Kurus a derbikek (helyesen a Hindukus területén élő dirbaiok) elleni harcban sebet kapott, és néhány nappal később szállásán halt meg. Xenophón szerint a perzsák királya békében halt meg palotájában.
Hérodotosz (I. könyv, 205–208., 211–214.) – az ő tudósítását tartják leginkább hihetőnek – ekként írja le az ászik és a perzsák csatáját (az Araxész névvel illetett folyó e helyen a Iaxartész, azaz a Szir-darja):
„Volt pedig, férjének halála után, neje a Massagéták királynéja; kinek Tomyris volt a neve. Cyrus hozzá küldvén, megkérette azon ürügy alatt, hogy nőül akarja birni; de Tomyris megértvén, hogy ő nem kéri magát, hanem a Massagéták országát, eltiltotta a bejövettől. Cyrus pedig erre, a mint csele nem sikerült, Araxeshez nyomulván, nyilván rendezett hadjáratot a Massagéták ellen, s hidat is állitott a folyón, átjárásul a hadseregnek, s a folyón átkelendő hajókon tornyokat is épitett.Mialatt ő ezen munkával elvolt foglalva, Tomyris hinököt küldvén ezt üzente: »Óh Médok királya! szünj meg siettetni azt a mit siettetsz; mert nem tudhatod valjon javadra fog-e ez végződni. S fölhagyván ezzel, uralkodjál a magadéi fölött és legyen türelmed nézni uralkodásunkat azokon, a kiken uralkodunk. Azonban te nem akarandod használni e tanácsomat, hanem minden inkább, mint nyugodtan lenni. De ha te oly nagyon kivánsz megmérközni a Massagétákkal, rajta, hagyjad el a munkát, mely téged elfoglal behidalva a folyót, és miután mi három napi utra visszavonulunk a folyótól, kelj át országunkba; ha pedig minket akarsz inkább a tiedbe fogadni, tedd ugyan azt.« Ezt hallván Cyrus, összehitta a Perzsák előkelőit, s egybegyűjtvén ezeket, előadta nekik az ügyet s tanácskozott velök, hogy mit tegyen. Ezek véleményei pedig ugyan egyben hangoztak össze, javasolván Tomyrist és seregét országukban bevárni.A lydiai Crösus jelenlevén és rosszalván e véleményt, az előadottal ellenkezőt javasolt. (…)Ezen vélemények harczoltak egymással. Cyrus pedig elhagyván az előbbi véleményt s Crösusét fogadván el, megüzente Tomyrisnak visszavonulni, mivel ő átkelend hozzá. Az tehát visszavonult, a mint előbb igérte. (…)(…) Cyrus előre indulván egy napi utig Araxes folyójától, teljesitette Crösus tanácsát. Erre Cyrus és a Perzsák seregének java visszavonulván Araxeshez s hátrahagyván a harczképteleneket, oda tör a Massagéták seregének harmadrésze, megölék Cyrus táborának hátrahagyottait, noha védelmezték magokat, s látván a készen álló ebédet, a mint hatalmukba keritették az elleneket, feküdve ebédeltek; s megtelvén étellel és borral, alvának. De a perzsák reájok törvén, számosakat közőlök megöltek s még többet fogságba ejtettek s egyebek között Tomyris királynénak fiát, a massagéták vezérét, kinek neve volt Spargapiz.A nő hallván a tábor és fia körül történteket, hirnököt küld Cyrushoz, és ezt üzente: »Vérrel telhetlen Cyrus, ne büszkélkedjél ezen történt dolog miatt, mivel szőlőtőke gyümölcsével melylyel magatok megtelve ugy őrjöngtök, hogy lemenvén a bor testetekbe, fölmerülnek belőletek csunya szavak, mivel mondom ilyen bűszerrel megcsalva győzted meg fiamat, nem pedig csatában hadi erénynyel. Fogadd el tehát most tanácsomat, ki jól javaslok. Add nekem vissza fiamat; menj el bántatlanul e földről, miután a Massagéták seregének harmadrészét meggyaláztad. Ha pedig ezt nem teended, esküszöm a napra, a Massagéták urára, hogy bizony vérrel foglak jól tartani, ámbár telhetlen vagy.«Cyrus ezen megüzent szavakat nem vette semmi tekintetbe. Tomyris királynénak fia pedig, Spargapiz, midőn a bor őt elhagyta s megtudta minő bajban van, kérvén Cyrust, hogy oldoztassék föl bilincseiből, ezt elérte. A mint pedig föloldoztatott, s mihelyt kezeinek ura volt, megöli magát.S ez ilyen módon hal meg. Tomyris, miután Cyrus nem hallgatott reá, összegyűjtvén minden erejét, megütközött Cyrussal. Ezen ütközetet tartom én a legtüzesebbnek mindazok közől, melyek barbár férfiak között fordulnak elő. Egyébiránt értesülök, hogy ez igy történt: először, azt mondják, távol levén nyilaztak egymásra; azután, a mint nyilaik elfogytak, összecsapván lándzsák- és kardokkal viaskodtak; s hosszú ideig álltak ellen a harczolók, s egyikök sem akart hátrálni. Végre győznek a massagéták; s a perzsa had többsége ott veszett és a többi között maga Cyrus is meghal, miután öszvesen harmincz évig uralkodott, egynek hijával. Tomyris pedig megtöltvén emberi vérrel egy tömlőt, kerestette a perzsák halottai között Cyrus hulláját, s a mint megtalálta, fejét a tömlőbe mártotta. S gyalázván a holtat mondá: »Te engem, noha élek, és csatában meggyőztelek tönkre tettél, csellel fogván meg fiamat; én viszont, a mint fenyegettem, vérrel jól tartlak téged.« Azon sok beszéd közől, melyek Cyrus életének vége körül keringnek; ez mondatott el nekem mint legvalószinűbb.” (Télfy János fordítása.)
Tomürisz, az ászik nagyasszonya egyike az ókor ismertebb hőseinek. Alakját számos művészi alkotás örökíti meg, és több állatfaj viseli nevét – elsősorban lepkék (pl. Euchloe tomyris) –, és kisbolygót (590 Tomyris) is neveztek el róla.
A perzsák által igába hajtott közép-ázsiai szkíták – a daháknak is nevezett avarok, khoraszmiai ászik (aorszok), amürgi szakák – az Óperzsa Birodalom hűbéres szövetségesei, adófizetői voltak, belső ügyeikben azonban félig-meddig önállóan dönthettek. Csapataik a perzsák seregében is szolgáltak. Szkíta lovasság állomásozott pl. az egyiptomi Memphiszben, és a perzsák európai hadjárataiban is részt vettek szkíta lovas csapatok: Thümbra (i. e. 547.), Trákia (i. e. 513.), Marathón (i. e. 490.), Plataia (i. e. 479.) stb.
Amikor I. Darajavaus, perzsa király hatalomra jutott, a Kurus által meghódított országrészek – mint például Mada (Media), Varkana (Hürkánia), Parthava (Parthia), Margush (Margiana) és Saka (az aorszok törzse) – fellázadtak a perzsa uralom ellen. Vishtaspa, Dárajavaus apja volt ez időben Parthava és Varkana helytartója. Míg Darajavaus a babilóniai lázadókkal hadakozott (i. e. 522.), addig Vishtaspa, az i. e. 521. évben, legyőzte a Médiával szövetséges parthavai felkelőket. Parthava ez időben kicsiny terület volt a Kopet-dag előterében, Varkana és Margus tartomány között.
Dárajavaus, miután leverte a perzsa uralom ellen lázadó nemzeteket, az i. e. 520–519. évben leigázta a hegyes fövegű szakákat, vagyis az aorszokat is. A behisztuni felirat ekként írja le a szakák elleni hadjáratot.
„74. §. Kinyilvánítja Dāraxavauš király: Azután a hadi néppel én Sakā (= Saka ország) ellen vonultam, azok után a sakák után, akik hegyes süveget viselnek. Ezek a sakák tőlem elpártoltak. Amikor a Drayához értem, azon ott az egész hadi néppel átkeltem. Azután én a sakákra nagy vereséget mértem. Egyik (vezérüket) foglyul ejtettem. Ezt megkötözve vezették hozzám, és ezt megölettem. (Volt egy) vezérük, Skuxa nevezetű, ezt elfogták és hozzám vezették. Ott egy másikat tettem meg vezérüknek, ahogy én akartam. Azután a tartomány enyém lett.75. §. Kinyilvánítja Dāraxavauš király: Ezek a sakák pártütők voltak, és ők Arumazdāt nem tisztelték. Én tiszteltem Arumazdāt. Arumazdā akaratából, ahogy akartam, úgy bántam velük.” – I. Dárajavaus biszotuni sziklafeliratának 74–75. sora (Harmatta János fordítása).
A draya kifejezés az óperzsa nyelvben nagyobb vizet (tengert, tavat vagy folyót) jelent. A nagyobb víz itt vélhetően az Amu-darja. Skuxa neve angol nyelvű forrásokban rendszerint Skunkha alakban szerepel. Arumazdā az ókori iráni vallás, a zoroasztrizmus fő istensége volt.

### Alexandrosz ázsiai hadjáratai idején
Amikor a makedón görögök hadserege, illetve III. Alexandrosz lerohanta a perzsák birodalmát, utóbbiak közép-ázsiai birtokait – Baktria, Szogdia és Parthava, valamint India határos tartományai – Besszosz, Baktria helytartója (i. e. kb. 336–330.) igazgatta. (Khoraszmia országrész az i. e. 4. század elején visszanyerte függetlenségét – az aorszok megszabadultak a perzsák igájától –, az esemény részleteit azonban nem ismerjük.) Szkíta népekből kiállított csapatok, kivéve talán a khoraszmiai ászikat, a perzsák oldalán harcoltak a makedónok ellen az i. e. 334–331. esztendőben.
A makedónok megszállták Hürkániát és az avarok lakta Parthava országrészt, majd Baktriát és Szogdiát is. A szogdok később fellázadtak, és csatlakoztak hozzájuk a baktriaiak is. Az ellenállási harcokban szövetségesként részt vettek a szakák, név szerint a dahák, vagyis az avarok, valamint a khoraszmiai ászik, vagyis az aorszok lovascsapatai is. A lázadásnak a szogdiai fővezér, Szpitamenész halála vetett véget. Az utolsó összecsapásra a makedónok és az ellenállók között az i. e. 328. évben került sor.

### Az ászik országa kínai forrásokban
A Han uralkodócsalád időszakában (i. e. 206–i. sz. 220.) az ászik birodalmának neve kínai forrásokban kezdetben Jencaj (奄蔡), azaz Hatalmas puszta volt, illetve ennek kínaira átírt szkíta megfelelője, Hoszu (闔蘇). Az i. sz. 1. századtól, miután az ászik Kangcsü hűbéresei lettek, szövetségük neve nyomán országukat a kínaiak Alan (阿蘭), illetve Alanliao (阿蘭聊) néven említik.
Az ászik a mondott időben tekintélyes katonai erőt képviseltek, és többek között kereskedelemmel is foglalkoztak, mindenekelőtt a khoraszmiai aorszok. Hoszu, vagyis az ászik országa a selyemút egyik szakaszát, az Északi Utat uralta.
A Jencaj nevet elsőként Sze-ma Csien említi (Sicsi 123. szakasz), Csang Csien jelentésére hivatkozva.
„Jencaj északnyugatra, nagyjából 2000 li [kb. 832 km] távolságra van Kangcsütől. Vándorló pásztorok országa, életvitele Kangcsühöz hasonló. A gyakorlott íjászok száma több mint 100 000. A határtalan Nagy Mocsárnál fekszik, mely valószínűleg az Északi Tenger.”
A Hou Han su (a 25. és a 220. év közötti időszak eseményeit tárgyalja, és az 5. században fejezték be) az ászik alávetéséről, szövetségük nevének változásáról tudósít (88. szakasz).
„Jencaj birodalma módosította nevét Alanliao birodalomra. Királya Ti [Föld] városában él. A birodalom Kangcsünek van alávetve. Az éghajlat meleg. Viaszfák [e helyen valamilyen viaszos levelű örökzöldek], fenyők és fehér fű [sisakvirág] van bőségesen. A felkapott életmód és a ruházat ugyanaz, mint Kangcsüé.”
A Vejlüo nevű forrás beszámolója (25. szakasz) – a 3. században (239–265.) szerkesztették – az ászik szabadulásáról beszél.
„Északi-Vujipie birodalma Kangcsütől északra van. Ott van még Liu birodalma, Jen birodalma és Jencaj birodalma, melyet Alan névvel is illetnek. Mindegyik birodalom olyan életmódot folytat, mint Kangcsü. [Jencaj] nyugaton határos Ta Csinnel [Római Birodalom], és délkeleten Kangcsüvel. A birodalom bőségében van a híres cobolyprémeknek. A lakosság, csordáinak és nyájainak társaságában, vizet és legelőt keresve vándorol ide-oda. [Jencaj] a Nagy Mocsár mellett van. Korábban Kangcsü hűbérese volt, most már nem az.”
A Nagy Mocsár egyesek szerint az Aral-tó, mások szerint a Kaszpi- vagy a Fekete-tenger. A Bajkál-tó kínai neve Északi-Tenger. Jen (岩), azaz Szakadék, Szikla az isszédok birtokainak kínai neve.

### Kelet-Európa pusztáin

A Római Birodalom és szomszédai a 125. évben, Hadrianus császár uralkodása idején

Az ászik a jüecsik – utóbb kusánok – vándorlása (i. e. 166–129.), s ennek kapcsán Görög Baktria összeomlása, valamint a kangarok hódításai nyomán függetlenségüket (i. e. 130. táján) elvesztették, Kangcsü alárendeltjei, alanyai lettek. Szövetségük nevét – görögösen masszaget (Masszagetai: Μασσαγεται) – ekkor alánra változtatták (Alanoi: Αλανοι), és egy részük Európába költözött. Alföldünket időszámításunk második évtizedében érték el.
Az i. e. 2. század végéig az ászik, avagy jazigok (iazügesz: ιαζυγες) törzse az Al-Duna vidékéig nyomult előre, a rhoxolánok (rhoxolanoi: ροξολανοι) a Dnyeper tájáig jutottak, az aorszok (aorszoi: αορσοι) pedig a Don és az Urál folyó között foglaltak maguknak legelő- és szállásterületet. A szóban forgó csoportok neve először Sztrabón munkájában bukkan fel. Történetírónk szerint „az aorszoi és a szirakész népet az azonos nevű felső törzsek számkivetettjeinek vélik”. A szirákok nem tartoztak az alán szövetséghez, felső törzsükről, másik néprészükről nincsen tudomásunk. Az aorszok „felső törzsét” a Déli-Urál vidékén honos népességükkel azonosíthatjuk.
Sztrabón szerint a kelet-balkáni (getai) és a Dnyeszter-melléki trák–szkíták (türegetai), továbbá a szarmatának címzett ászik (iazügesz), valamint a királyi szkíták (baszileioi és ourgoi) lakóhelye, az Al-Dunától (Isztrosz) a Borüszthenész (Dnyeper) felé haladva – az i. e. 2. század végén –, így sorakozik fel a kelet-európai pusztán.
„A Borysthenes és Ister közötti vidéken felül fekvő egész tartománynak első része a géták pusztasága; azután jőnek a tyrigéták; s ezek után a sarmataféle jazygok s az ugynevezett királyiak és urgok, nagyobbrészt nomádok, kevesen pedig földmiveléssel is foglalkoznak. Mondják hogy ezek az Ister hosszában is laktak, gyakran mind a két parton.” (Télfy János fordítása.)
Az alánoknak, jazigoknak, szarmatáknak stb. is nevezett ászik alighanem uralmuk alá hajtottak, magukba olvasztottak több pusztai népet, egyebek között a thüsszageták, a szarmaták, a királyi szkíták és a türegeták egyes nemzetségeit. Talán az isszédok egyes csoportjai is csatlakoztak hozzájuk. Pomponius Mela és Caius Plinius Secundus például az isszédok lakóhelyeként – ellentétben a korábbi forrásokkal, melyek Közép-Ázsiát, az Urál hegység keleti oldalát említik – a Maeotisz (Azovi-tenger) vidékét jelöli meg.
A szkíta thüsszageták névadó csoportja az i. e. 2. században a Déli-Urál környékén (Urál folyó, Obscsij Szirt vidéke) lakott. A méd eredetű szarmaták a Kis- és a Nagy-Uzeny vidékétől a Dnyeperig terjedő pusztát birtokolták.. A királyi szkíták szállásterülete a Krím-félszigettől, illetve a Dnyepertől az Al-Duna vidékéig terjedt. A szkíta türegeták a Dnyeszter és a Prut környékén éltek.
Az ókor tudósítói számára a kelet-európai puszta kezdetben Szkítaország volt, a királyi szkíták birodalma. Azután, az i. e. 4–2. században, a szarmaták kezdtek ott elhatalmasodni. Róluk kapta nevét a Don folyón innen és túl elterülő tartomány: Sarmatia Europaea és Asiatica. A később ott felbukkanó ászikat, tekintet nélkül származásukra stb., a szóban forgó tartomány megnevezése nyomán – a nevüket joggal viselő, méd eredetű szarmatákhoz hasonlóan – Szarmataföld lakóinak, azaz szarmatáknak címezték.
Forrásainkban először az i. e. 113. év táján tűnik fel az alán név, pontosabban az első szkíta csoport, mely viselte. Sztrabón szerint Szkülurosz (i. e. kb. 130–113.), a királyi szkíták nagyura a rhoxolánokkal szövetkezett Kherszonészosz ellen. A megtámadott város lakói VI. Mithradatész, pontoszi királytól kértek segítséget. Szkülurosz, majd halála után legidősebb fia, Palakosz (i. e. kb. 113–111.) vezette a szkíta hadakat a görögök ellen. A szkíták ostrom alá vették Kherszonészoszt, de a pontoszi hadak felmentették a várost. A királyi szkíták szövetségesei, a rhoxolánok, Tasziosz fejedelmük vezetésével, megszállták a Krím-félszigetet, de vereséget szenvedtek, és ezzel a királyiak önállósága elveszett. A híradások szerint a vereség után a rhoxolánok csapatai a Boszporoszi Királyság szolgálatába szegődtek, és Róma ellen is harcoltak.
Az ászik névadó törzsének csapatai szintúgy Mithradatész szövetségeseként küzdöttek a görögök Róma elleni háborújában (i. e. 88–84.). Ezt követően, az i. e. 78–76. évben, a rómaiak büntető hadjáratot indítottak az ászik ellen az Al-Dunánál.
A 63. év táján, időszámításunk előtt, Abeakosz, a szirákok fejedelme II. Pharnakész, pontoszi király szövetségese volt. Szpadinész, az aorszok fejedelme úgyszintén. Az aorszok görögös nevével e tudósítással kapcsolatban találkozunk először.
„A Maiótis és a Kaspi-tenger között tovább nomád népek következnek: a nabianosok, a panxanosok és már a siraxok és aorsosok törzsei. Véleményem szerint a siraxok és az aorsok a még följebb lakó népek szökevényei, és az aorsosok északabbra vannak, mint a siraxok. Abeakos, a siraxok királya, amikor Pharnakés birtokában volt a Bosporos, 20 000 lovast küldött, Spadinés pedig, az aorsosok királya, 200 000-et, a följebb lakó aorsosok pedig még többet. Ezek ugyanis nagyobb földet tartottak a birtokukban, s majdnem az egész Kaspi-tengerpartnak az urai voltak, úgyhogy az armeniaiaktól és a médektől átvett indiai és babylóniai árut tevéken szállították be és gazdagságuk folytán aranyékszereket hordtak. Az aorsosok a Tanais mellett laktak, a siraxok pedig az Akhardeos mellett, amely a Kaukázusból ered s a Maiótisba ömlik.” (Sztrabón, XI. 5. 8. Istvánovits és Kulcsár fordítása.)
Az Akhardeosz folyót a Kubánnyal, a Jegorlikkal és a Manyiccsal is azonosítják.
A szirákok és az aorszok, valahányszor részt vettek különböző népek közötti összecsapásokban, egymás ellen harcoltak. Az i. sz. 35–36. évben például az Ibériai Királyság és a Pártus Birodalom hadakozott egymással Armenia trónjának birtoklásáért, s a harcokban szirákok és aorszok csapatai is részt vettek. Az ibériai hadak a döntő csatában legyőzték a parthusokat. Az aorszok a parthusok oldalán, a szirákok a Róma által támogatott kaukázusiak mellett harcoltak.
A boszporoszi háborúban (i. sz. 49.) a Zorsines által vezetett szirákok a pontoszi lázadókat támogatták, az aorszok viszont, Eunones vezetésével, a rómaiakat.
VIII. Mithradatész, a Boszporoszi Királyság hűbéres uralkodója szabadulni próbált Róma igájától, szándékát azonban fivére, Cotys elárulta Claudius, római császárnak. A rómaiak letették trónjáról a lázadót, és helyébe Cotyst ültették.
Mithradatész nem nyugodott bele sorsába. Sereget gyűjtött, s elfoglalta a dandaridák országát. (Nevezettek valószínűleg a Kubány folyó torkolatánál laktak). A rómaiak erre az aorszok fejedelmétől kértek segítséget. A szövetségesek visszafoglalták a dandaridák székhelyét, Soza városát, majd lerohanták a szirákok fő fészkét, Uspe városát, és elpusztították lakóinak jó részét. Zorsines kénytelen volt elismerni Róma fensőbbségét.
A szirákok e háborúskodásban végzetesen meggyengültek, és valószínűleg az aorszok befolyása alá kerültek. A 193. évben újabb boszporoszi viszálykodásban vállaltak szerepet, és ez után nevük többé már nem szerepel híradásokban.
Az aorszok neve is – átmenetileg – ez idő táján tűnt el forrásainkból. Utoljára Klaudiosz Ptolemaiosz említi őket, alanorszoi (αλανορσοι) néven, a 2. század közepe táján. Tartózkodási helyüket a Krím-félszigettől északra jelöli meg. A kelet-európai ászik, rhoxolánok és aorszok az első század közepe táján vélhetően egységbe tömörültek, és ez időtől fogva elsősorban szövetségük elnevezését (alánok) használták.
Vespasianus, római császár uralkodásának ötödik évében az alánok feldúlták Média Atropaténé és Armenia királyságát. Armenia uralkodója, I. Tiridatész és fivére, II. Pakorosz (a parthusok később őt választották királyuknak) többször megütközött velük. A parthusok királya, I. Vologaszész hiába fordult Rómához támogatásért, segítséget nem kapott.
Az alánok a 134–136. évben az Ibériai Királyság uralkodójának segédletével újra behatoltak Parthia területére, és a szomszédos római birtokokat is feldúlták. Kaukázusi Albania, Média, Armenia és Kappadókia területén pusztítottak.
A Közép-Ázsiában visszamaradt ászik, valószínűleg az i. sz. 3. század elején, lerázták a kangarok igáját. Szabadságukat, illetve szövetségük régi nevét egy időre visszanyerték – a Keleti-Kaukázusban letelepedett csoportjukat a 3. század elejétől a 4. század közepéig latin, armeniai stb. források ez okból újólag masszaget, maszkut névvel is illették.
A Belső-Ázsiából kirajzó törökös népek – a hun szövetség (hsziungnuk, hunok) népeinek előőrsei – valószínűleg már a 2. század elejétől a Déli-Urál vidékén laktak. Hunok és ászik ekkor még viszonylagos békében éltek egymás mellett, nagyjából a 4. század közepéig. Némelykor – ha elfogadjuk az erről szóló tudósításokat hitelesnek – csapataik Armeniát háborgatták, máskor meg zsoldosként szerepeltek az armeniai uralkodók csatározásaiban.
A 3. század elején (215–250.) a Balti-tenger vidékéről kivándorló gótok a Dnyeper és a Dnyeszter mentén eljutottak a kelet-európai pusztára, és kettévágták az alánok Közép-Ázsiától a Kárpát-medencéig terjeszkedő birodalmát. Az alánok egy része a Prut, illetve a Don mellékére költözött, más részük pedig a század végéig a gótokhoz szegődött. A 4. század elejétől az alánok már csak a Prut mellékét, valamint Don és a Volga közötti területet, illetve a Kaukázus északi előterét uralták.
A 350. év táján a hunok (chionitae) elfoglalták Szogdiát, továbbá az ászik közép-ázsiai országrészét. A hunok és a velük egybevegyült közép-ázsiai ászik a kelet-európai pusztán élő ászi és germán csoportokra törtek. Egy részüket elűzték lakóhelyükről, más részüket uralmuk alá hajtották, s ezekkel egyesülve Délkelet- és Közép-Európát fenyegették. A hsziungnuknak, hunoknak is nevezett törökök, valamint a szkíták összekovácsolódtak, s ekképpen született meg az európai hunoknak nevezett alakulat.
A hunok szövetségébe betagozódott ászik részt vettek Régi Nagy Bulgária és a Kazár Birodalom megalapításában is. A Kaukázus északi előterében, a fő hegyvonulat lábánál élő ászik ellenben megőrizték függetlenségüket. Ekkortájt alapították meg országukat, mely a Tyerek folyó felső szakaszától a Kubány felső szakaszáig terjedt. Az országalapításban részt vettek iráni és kaukázusi népek csoportjai is, például a hűbéres szövetséges ironok és digorok, valamint a leigázott dvalok, avagy tualok és a tushetiek, avagy tushok. Nevezettek ma nagyrészt Oszétia, illetve Grúzia lakói. S bár később szorongatták a kaukázusi ászikat a türkök, a kazárok és az arabok, országuk a mongol hódításig fennállott. (Részletesebben lásd: Alánia.)

### Délkelet-Európában

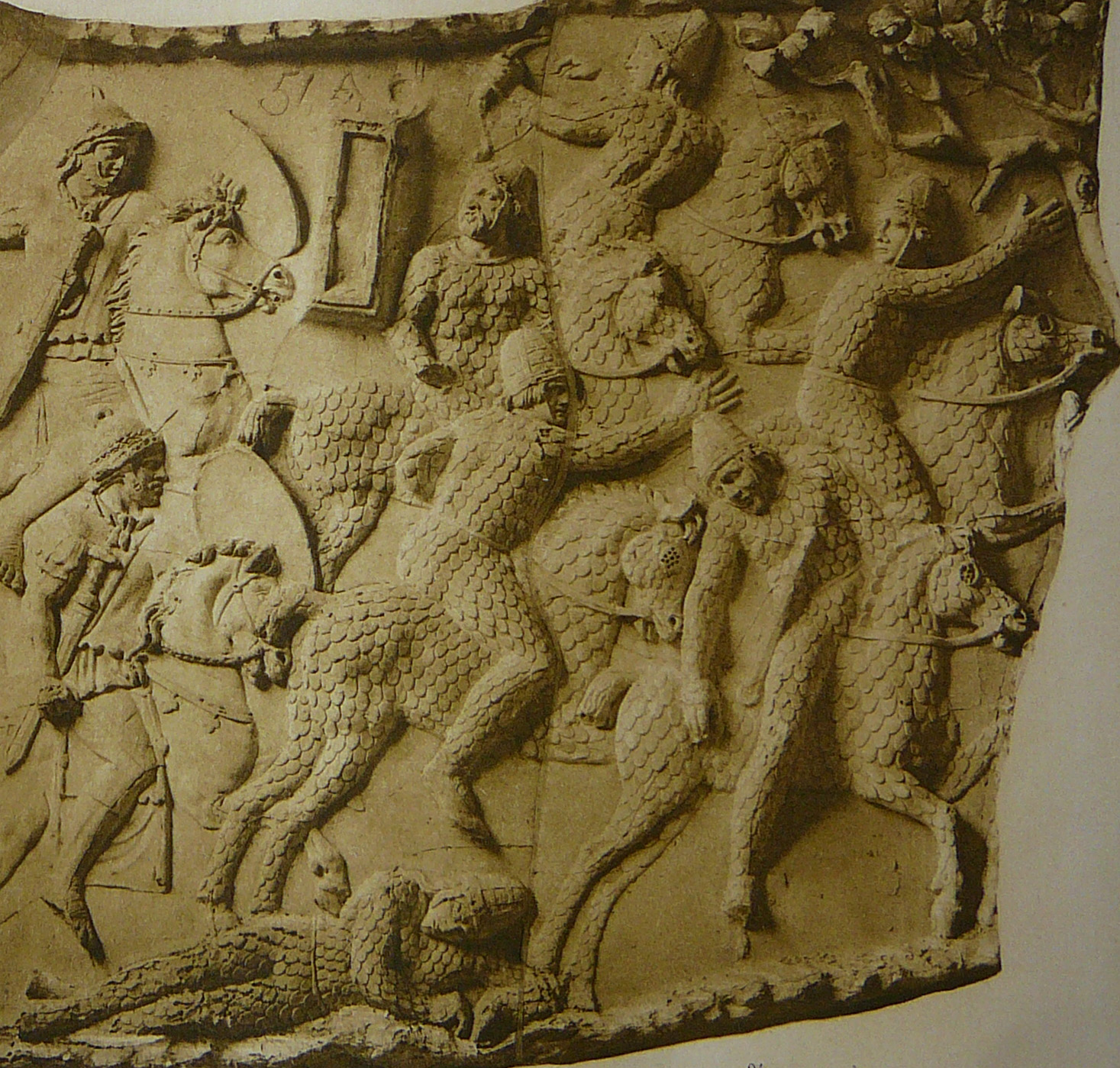
Alán vértesek Traianus diadaloszlopának domborművén

Időszámításunk kezdete előtt, a 16. évben, a rómaiak által szarmatának nevezett alánok (elsőként az ászik törzse) átlépték a Római Birodalom határát, és összecsaptak a véderőkkel. Ettől kezdve Róma és az alánok kapcsolatát az újra és újra fellángoló harcok jellemezték. Időszámításunk szerint a 6–9. évben például római sereg harcolt a Keleti-Balkánon alánok és dákok ellen, i. sz. 10–11. évben alánokkal, és i. sz. 16. évben Rómának újabb betöréssel kellett szembenéznie. Publius Ovidius Naso – száműzetésének napjait töltötte, i. sz. 8–17. között, Tomis (ma Constanţa) városában – nem egyszer szemtanúja volt a helyi eseményeknek. Tristia (Keservek), illetve Epistulae ex Ponto (Levelek Pontusból) című művében panaszolja megpróbáltatásait.
Az 1. század tízes éveiben az ászik törzse az Alföldre, a Duna–Tisza közére költözött. Korábbi szállásaikat a Havasalföldön, az Olt folyótól keletre, a rhoxolánok foglalták el. A 62. évtől újra meg újra beütöttek Moesia tartomány területére. A 67–68. és 68–69. év telén, valamint a 85–86. évben a dákokkal szövetségben támadták Róma birtokait. A 69. évben a Legio III Gallica kemény csapást mért rájuk, a 92. esztendőben azonban visszavágtak: tönkrevertek egy római légiót. A rhoxolánok a dák–római háborúk idején (85–88., 101–102.) is a dákokat támogatták, a 105–106. évi csatározásokban azonban nem vettek részt.
Amikor Traianus, római császár a 107. évben győzelmeit ünnepelte, rabságba vetett dákokat és rhoxolánokat vezettek végig Róma útjain. Traianus diadaloszlopának egyik jelenete a rhoxolánok lemezes vértbe öltözött nehézlovasságának egyik alakulatát ábrázolja.
A dák–római háborúk befejezése után Róma a rhoxolánoknak béke fejében évpénzt fizetett. A nyugalom azonban nem tartott soká. Hadrianus uralkodása idején, a 117–118. esztendőben, az ászik és a rhoxolánok törzse összehangolt támadást indított római területek ellen. A viszálykodás oka az volt, hogy nevezettek Dacia tartomány megszervezése miatt nem tudtak kapcsolatba lépni egymással, illetve az ászik nem kereskedhettek stb. a görögök gyarmatvárosaival. Róma végül engedett, és hozzá még a rhoxolánok járandóságát megemelte, s fejedelmüket polgárjoggal ruházta fel.
A gótok a 260. évben betörtek az Erdélyi-medence területére, s ez a nyugalom végét jelentette. Ez időtől fogva – a 3. és a 4. században, elsősorban azonban Gallienus uralkodásának idejében – a római területeket az Al-Duna vidékén az alánok és a gótok szövetsége háborgatta. A 260. évben a rhoxolánok Alföldünkre is beköltöztek. Elfoglalták Syrmium (Szávaszentdemeter) városát, és megölték Illyricum római hadurát, Regalianust (260). Lovascsapataik ezt követően Róma szolgálatába szegődtek.
Miután Róma (a 271. évben) feladta Daciát, a Havasalföldön élő rhoxolánok egy része, a gótok és a taifalok nyomására, a 331. évben, nyugat felé vonult. A 377. évben, a hunok elől menekülő gótok az alánok újabb csoportjait vetették ki lakóhelyükről. Közülük egyesek Moesia tartományban leltek otthonra, mások az Alföldön élő ászikhoz csatlakoztak.

### A Kárpát-medencében

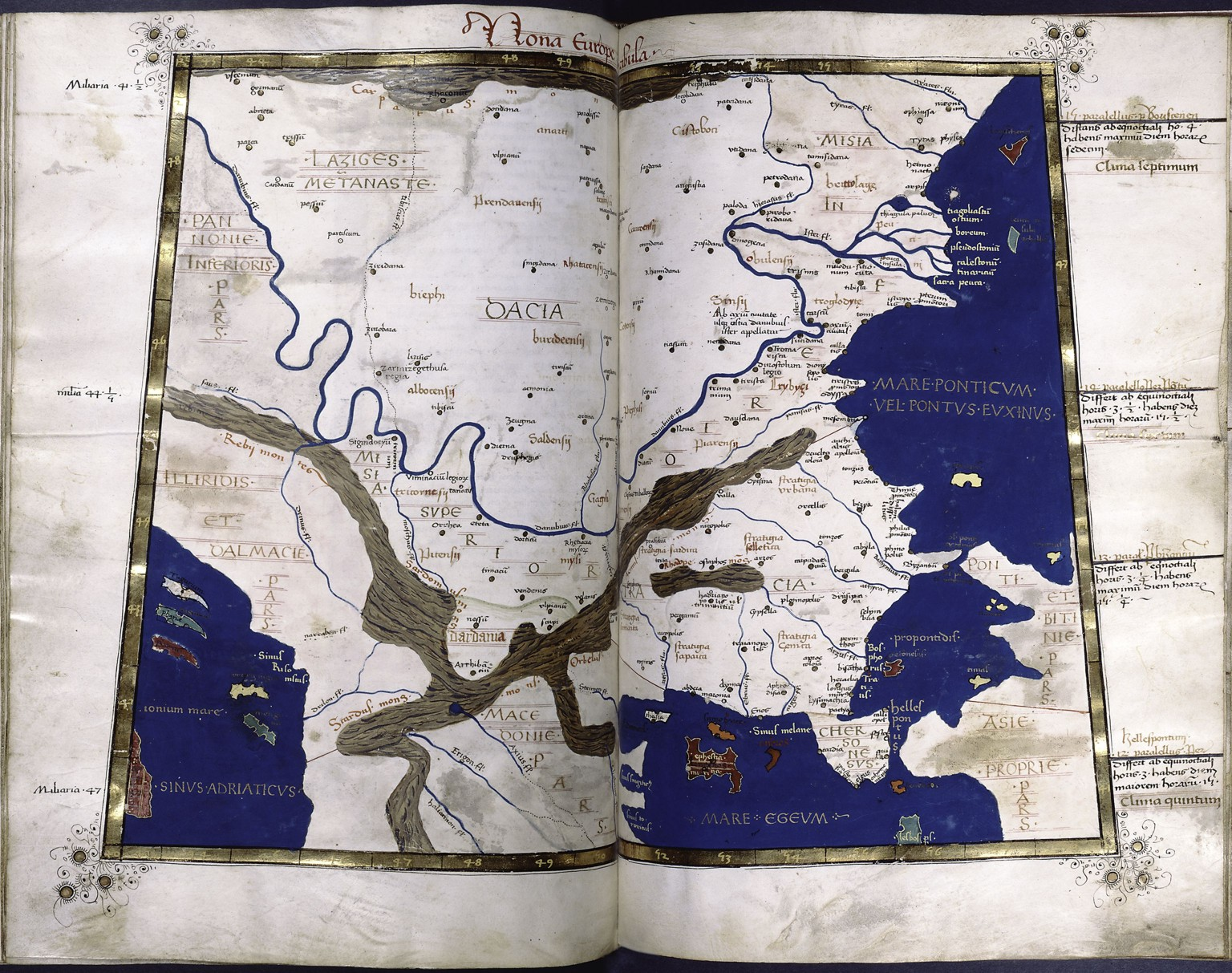
Dacia Ptolemaiosz leírása nyomán. A Duna–Tisza közén kelta nevet viselő városok (görögös köntösben: Ouszkenon, Bormanon, Abieta, Trisszon, Parka, Kandanon, Pesszion, Partiszkon)

Az ászik névadó törzse vélhetően a Duna mentén vándorolt felfelé, és időszámításunk szerint 20. körül, Tiberius, római császár uralkodása idején költözött az Alföldre. Legkorábban a Duna és a Tisza völgyét, valamint a Duna–Tisza közét foglalták el. Birtokaik az Olt folyótól a Bánságon keresztül nagyjából a Borsodi-Mezőségig terjedtek. A 2. században, amikor a dákok uralmának vége szakadt, a Tiszántúlon is megtelepedtek.
Egyik-másik történészünk szerint a rómaiak telepítették be az ászikat az Alföldre, a rhoxolánokat a Havasalföldre, s Róma szervezte meg a Kisalföld északi felében a kvádok hűbéres királyságát is.
Az Alföldön az alánok érkezése előtt korai szkíta, dák és kelta népesség élt. Őket az ászik és a rhoxolánok vonták uralmuk alá. A Felvidék hegyes-dombos területeit, illetve az ott élő keltákat stb. ez időben a nyugati germán (szvéb) törzsszövetséghez tartozó kvádok és markomannok uralták. A Dunántúl vidékén illírek és kelták éltek római fennhatóság alatt.
A Dráva és a Száva közén letelepedett iasii nevű népesség – nevük emlékeztet az ászik megszólítására – szintén illír–kelta származású volt.
Az ászi lovasság 50. körül Vannius, kvád király seregét erősítette. Az alánok és a kvádok közötti együttműködés ezután nem is szakadt meg. A hunok által szorongatott alánok és germánok később együtt költöztek Délnyugat-Európába, illetve Észak-Afrikába.
Domitianus császár dákok elleni háborúiban (85–88.) az ászik Róma szövetségesei voltak, a rhoxolánok viszont a dákok oldalán harcoltak. A szóban forgó háború kezdeti éveiben a dákok Moesia tartományt dúlták. Eleinte sikereket arattak, a 88. évben azonban, a mai Karánsebes környékén legyőzték őket a római hadak. A dák uralkodó, Decebal a következő évben békét kötött.
Az ászik, a rhoxolánok, a dákok és a kvádok a 92. évben átkeltek a Dunán, és betörtek Pannonia tartományba. Róma a germánok támogatására számított, várakozásában azonban csalódnia kellett. A rómaiak által barbároknak nevezett népek szövetsége májusban megsemmisítő vereséget mért a XXI Rapax légióra. Kisebb ütközeteket leszámítva Domitianus hadjáratai sikertelenek voltak. Az összetűzések a császár haláláig folytatódtak.
Traianus császár a 101. évben – a római hadműveletekben az ászik csapatai is részt vállaltak – újabb háborút indított a dákok országa, illetve Decebal ellen. A rhoxolánok ekkor is a dákokhoz csatlakoztak. Decebal még a parthusokat is igyekezett szövetségesként maga mellé állítani. A következő évben a római haderő, súlyos veszteségek árán, elérte Sarmizegetusa erősségét, a dákok székhelyét. Decebalt nem tették le trónjáról, országát azonban Róma ellenőrzése alá vonták.
Mihelyt a megszálló római csapatok kivonultak országukból, a dákok elfoglalták (a 103–104. évben) az ászik birtokainak egy részét, Olténiát, valamint a Bánság keleti részét, és a római telepeket is háborgatták.
Traianus, a 105–106. évben – a harcokban ászi segédcsapatok is részt vettek –, legyőzte a dákokat, és országukat római tartománnyá szervezte. A dákok – mindazok, kiket a rómaiak nem vetettek fogságba, nem adtak el rabszolgának stb. – a környező népeknél kerestek menedéket. Dacia tartomány megalapítása új háborúság kiváltó oka lett. Róma nem adta vissza az ásziknak a dákok által korábban elfoglalt területeket, s így elvágta egymástól az ászik és rhoxolánok törzsét. Az ászik a 107. évben Pannoniára (Pannonia inferior) törtek.
Traianus halála után újra békétlenség ütötte fel a fejét. Az ászik és a rhoxolánok összehangolt támadást indítottak Dacia, Moesia inferior és Pannonia inferior tartomány ellen. A háborúság nagyjából két évig (117–118.) tartott. Hadrianus császár végül megemelt járandósággal kenyerezte le a rhoxolánokat, és (Publius Aelius) Rasparaganus királyukat római polgárrá avatta.
A 2. század vége felé (165–166.) Róma tervbe vette Sarmatia tartomány létrehozását, beolvasztását a birodalomba, szándékának megvalósítására azonban nem került sor. A 166. esztendő nyarán a Dunától északra élő germán népek betörtek a római tartományokba. Az alánok is csatlakoztak az általános támadáshoz. A markomann háborúnak nevezett viszálykodás a 167. évtől a 180. esztendőig tartott. Marcus Aurelius császár életének végéig a rend helyreállításával volt elfoglalva.
A 170. évben az ászik legyőzték és megölték Moesia inferior római kormányzóját. Pár évvel később (173–174.) azonban jelentős erőket vesztettek a Duna jegén a rómaiak ellen vívott csata során. A 175. esztendőben Zantikosz, az ászik királya, békét kötött Marcus Aurelius császárral, szabadon engedte római foglyait (számuk a tudósítás szerint elérte a százezret), és 8000 ászi lovast adott át Rómának biztosítékképpen. Nagyobb része e seregnek, kb. 5500 fegyverforgató, Britanniába hajózott. Az alán segédcsapat a Legio VI Victrix kötelékében szolgált, és Bremetennacum Veteranorum (ma Ribchester) falucskában állomásozott. A szkíta harcosok szerepet játszottak Artúr király mesés történetének kialakulásában. Emlékezetüket az Alan férfinév is fenntartotta.
Ászik és germánok, illetve rómaiak a békekötés után (177.) újfent háborúságba keveredtek. A viszálynak újabb békeszerződés (179.) vetett véget. Róma engedélyezte az alánok átjárását római területen, Dacia helytartójának felügyelete mellett. Marcus Aurelius halála után, közrejátszott ebben a Kelet-Európába betörő gótok fenyegetése, a rhoxolánok tömegesen költöztek az Alföldre.
A gótok – a Dnyeszter és a Dnyeper mentén vándoroltak dél felé – Caracalla császár uralkodásának utolsó éveiben, a 215. év táján, elérték a Fekete-tenger vidékét. A Dnyeper és a Dnyeszter környékén tanyázó alánok a Donhoz költöztek. Ez időben már a hunok előőrsei is a Volga és az Urál vidékének pusztáin laktak. A legkorábbi híradások szerint a 2. század közepe táján jelentek meg ott.
A gótok és szövetségeseik pusztításai Maximinus Thrax császár uralkodásának utolsó évétől kezdve napirenden voltak Dacia tartományban. (A császár anyai ágon – anyja nevét Ababa alakban rögzítették – valószínűleg ászi származású volt.) A zűrzavart a Kárpát-medencében letelepedett alánok is kihasználták: megszállták Daciát (248–250.), illetve Pannoniát a 254. évben. Egy ideig sikerült a gótokat féken tartani, Decius császár seregein aratott győzelmük után azonban hamarosan a Balkán-félszigetet dúlták, sőt Kis-Ázsiába is betörtek. Nagyjából ugyanekkor (258–260.) a rhoxolánok, az ászik és a kvádok Pannonia területén portyáztak, a gótok pedig, a 260. évben, betörtek Dacia tartományba. A 269. év táján a gepidák is megjelentek a Kárpát-medence északkeleti tájain.
II. Claudius császár a 268. vagy a 269. évben Naissusnál megtörte a gót szövetség erejét.
A 270. év derekán alán, kvád és vandál alakulatok rohanták le Pannoniát, Aurelianus császár Italiából kivezényelt csapatai azonban elűzték őket. A császár a következő évben feladta Dacia tartományt. A római telepesek nagyobb részét az Al-Duna jobb partjára költöztette. Ezek után a Kárpát-medence keleti részeit, nagyjából a Tisza völgyéig, megszállták a különböző germán törzsek. Az Olténia területén élő rhoxolánok jó része – több hullámban – beköltözött Alföldünkre, és az ászik törzsével egyesült. Az alánok legnagyobb számban a Tisza völgyében és a Tiszántúlon éltek. A Jászságban fő központjuk Jászberény, a Duna–Tisza közén pedig Kecskemét környékén volt.
Az ászik és a kvádok a 290–313. év között többször portyáztak Pannonia területén. A római seregek számos hadjáratban küzdöttek ellenük.
A 322. évben az alánok egyik alakulata, Rausimodus vezetésével, megtámadta Campona erődjét, I. Constantinus császár csapatai azonban űzőbe vették, s a Duna–Tisza közén megverték őket.
A 331. évben, a gótok által szorongatott rhoxolánok újabb csoportjai költöztek a Bánság vidékére.
A 332. évben I. Constantinus császár serege az alánok javára avatkozott be a nyugati gótokkal folytatott háborúba. A Kárpátok vidékén tanyázó gótok és taifalok nyugat felé próbáltak terjeszkedni, s a vandálokkal a Maros mellett véres ütközetet vívtak. A bánsági alánok, a vandálok szövetségesei, látván a gótok nagy számát és erejét, felfegyverezték szolgáikat is, illetve Constantinus pártfogását kérték. A császár seregei a Bánságban hátba támadták, és legyőzték a gótokat.
A szóban forgó háborút (332–334.) követő időkben belviszály ütött ki az alánok között. Az alánok korábban felfegyverzett szolganépe – Szent Jeromosnál limigantes – urai (argaragantes) ellen fordult. Az elűzött urak egy része a Körösök vidékén élő vandáloknál keresett menedéket, s maga is szolgasorba jutott, nagyobb részük (számukat a híradás háromszázezerre teszi) a Római Birodalom területére nyert bebocsátást. Őket részben besorozták a római seregekbe, részben Italia, Kis-Szkítia, Makedónia, Trákia stb. gyérebb népességű vidékein telepítették le. Ez időben a kvádok szomszédságában élő alánok egyes csoportjai is a germánok uralma alá kerültek, majd kezdték építeni, szabadulásuk után, az Alföldön a Csörsz árka néven ismert sáncrendszert az alán szállásterület körül.
Az alánok belháborúja ismét fellángolt a 355–356. év fordulóján. A kvádok Pannonia Valeria, az alánok Pannonia Secunda és Moesia Superior tartományt dúlták. A 358. év tavaszán II. Constantius császár serege is beavatkozott a harcokba. A római csapatok a Dunán átkelve kegyetlen öldöklést vittek véghez, és elpusztították az alánok szállásait. A szabadnak nevezett alánok elismerték Róma fensőbbségét, s a császár kivonta őket a germánok uralma alól. A nyugtalanság azonban ezzel nem szűnt meg. Róma seregei ez után a Bánságban élő, szolgának nevezett alánok ellen folytattak kíméletlen irtóhadjáratot, melyben szövetségesként részt vettek a taifalok és a korábban behódolt szabad alánok. A legyőzötteket a Maros és a Körösök vidékére telepítették, egy részük azonban visszatért korábbi lakóhelyére.
Constantius, a 359. évben, Acuminacum (Szalánkemen, Zalánkemén) mellett, beszédet készült intézni az említett szolganép képviselőihez. A tömegből azonban valaki, ismeretlen alán atyánkfia, lemarházta a császárt. Ammianus Marcellinus (Liber XIX: 10–12.) ekképp írja le az eseményt:
„Visoque imperatore ex alto suggestu iam sermonem parante lenissimum, meditanteque adloqui velut morigeros iam futuros, quidam ex illis furore percitus truci, calceo suo in tribunal contorto ‘marha marha’, quod est apud eos signum bellicum, exclamavit eumque secuta incondita multitudo vexillo elato repente barbarico ululans ferum in ipsum principem ferebatur.Qui cum ex alto despiciens plena omnia discurrentis turbae cum missilibus vidisset, retectisque gladiis et verrutis iam propinquam perniciem, externis mixtus et suis ignotusque dux esset an miles, quia neque cunctandi aderat tempus neque cessandi, equo veloci inpositus cursu effuso evasit.Stipatores tamen pauci dum ignis more inundantes conabantur arcere, aut vulnerati interierunt aut ponderibus superruentium solis adflicti, sellaque regalis cum aureo pulvinari nullo vetante direpta est.Amikor a császár megjelent az emelvényen, és barátságos hangon éppen megszólalni készült, s úgy akart hozzájuk beszélni, mint a jövőben engedelmes alattvalóihoz, egyikük éktelen haragra lobbanva az emelvény felé hajította csizmáját, és ezt kiáltotta: »marha, marha«, ami náluk csatakiáltásként hangzik. Erre az egész gomolygó tömeg arrafelé tódult, és hirtelen magasba emelve a barbár zászlót, vad üvöltéssel egyenesen a császár felé rohant, aki a magasból letekintve mindenfelé ide-oda futkosó tömeget látott feléje közeledni dárdákkal, kivont kardokkal, kopjákkal. Már vesztét érezte közeledni, de úgy belevegyült az ellenséges szándékú emberektől és a sajátjaitól kavargó tömegbe, hogy senki sem tudta róla, vezér-e vagy közkatona. Nem volt idő a habozásra, fölpattant egy gyors lóra, és elvágtatott. Testőrei megpróbálták visszavetni a tűzvészként terjedő barbár áradatot, de sebektől borítva elhullottak, vagy a rohamozóktól eltiporva földre hanyatlottak. Az aranyos kárpittal díszített császári szék a támadók könnyű zsákmánya lett.” (Róma története. Szepesy Gyula fordítása.)
Constantius hadjáratait követően a nyugalom csupán röpke ideig tartott. Az alánok legközelebb a 365., majd a 374. évben tűntek fel a híradásokban, amikor a kvádokkal együtt támadtak a pannoniai birtokokra. A békétlenséget egy újabb alföldi sáncrendszer építése, illetve a rómaiak cselvetése, a kvádok királyának meggyilkolása váltotta ki. A támadók két római légiót is megsemmisítettek, és hónapokig portyáztak Pannoniában.
A 375. év táján az európai hunoknak nevezett alakulat megjelent a Don folyón innen, s valamivel később összecsapott a keleti gótokkal. A nyugati gótok egy része az Erdélyi-medencébe (Caucaland) költözött. (Caucaland nevével stb. kapcsolatban lásd még a Szamolxisz szócikket.) A 377. évben a hunok által elűzött gótok a Havasalföldön lakó rhoxolánok újabb csoportjait hajtották az Alföldre.
Az alánok a 378. évben Pannonia Valeria és Pannonia Secunda tartományt háborgatták, s ezenközben a keleti gótok és szövetségeseik megrohanták a Keleti-Balkán vidékét. Valens császár – bár fővezérei, közöttük Victor, „a szarmata”, lebeszélni igyekeztek a meggondolatlan vállalkozásról – Hadrianopolis mellett összecsapott a gótokkal, vereséget szenvedett, s maga is életét vesztette.
A 3–4. században a rómaiak, amint fentebb említettük, nagyobb alán tömegek letelepedését engedélyezték birodalmuk határain belül. A gótok féken tartására, és a hadseregben utánpótlásként kívánták alkalmazni őket. A Notitia dignitatum 18 központot sorol fel, ahova telepítették őket Gallia és Italia között. A „szarmata” elnevezés helynevekben is nyomot hagyott, például a Reims környéki Sermaise és Sermiers is szkíta fészek volt. Sok alán nemes úr római polgárságot nyert, vagy rangot szerzett. Leghíresebb közülük Victor, magister equitum (a lovasok parancsnoka, a dictator közvetlen és teljes jogú helyettese). Közben az Alföldre újabb alán népesség – társaságukban a királyi szkíták egyes csoportjai stb. – érkeztek keletről, a rómaiak azonban megrögzötten szarmatának nevezték valamennyit.
A 4. század végén a Kárpát-medencét, a hunok hódításait megelőzően, elsősorban germán népek és szkíta alánok népesítették be. Az Erdélyi-medence a gótok és a gepidák, s a hozzájuk szegődött alánok birtokában volt. Pannonia tartományból a római telepesek jórészt elmenekültek. A Dunántúlon az illír és kelta lakosság mellett jelentős szerep jutott a betelepülő germánoknak, elsősorban a kvádoknak és a vandáloknak, valamint a szkíta alánoknak. A germán és az alán népesség keveredése e helyen nagyobb mértékű volt, mint a Kárpát-medence keleti felében. A vázolt helyzet a hunok uralmának kezdetén sem változott jelentősen. A hunoknak nevezett alakulat népességének jó része ugyanis Kelet-Európa pusztáin lakott, telepedett le.

### Artúr király és az alánok

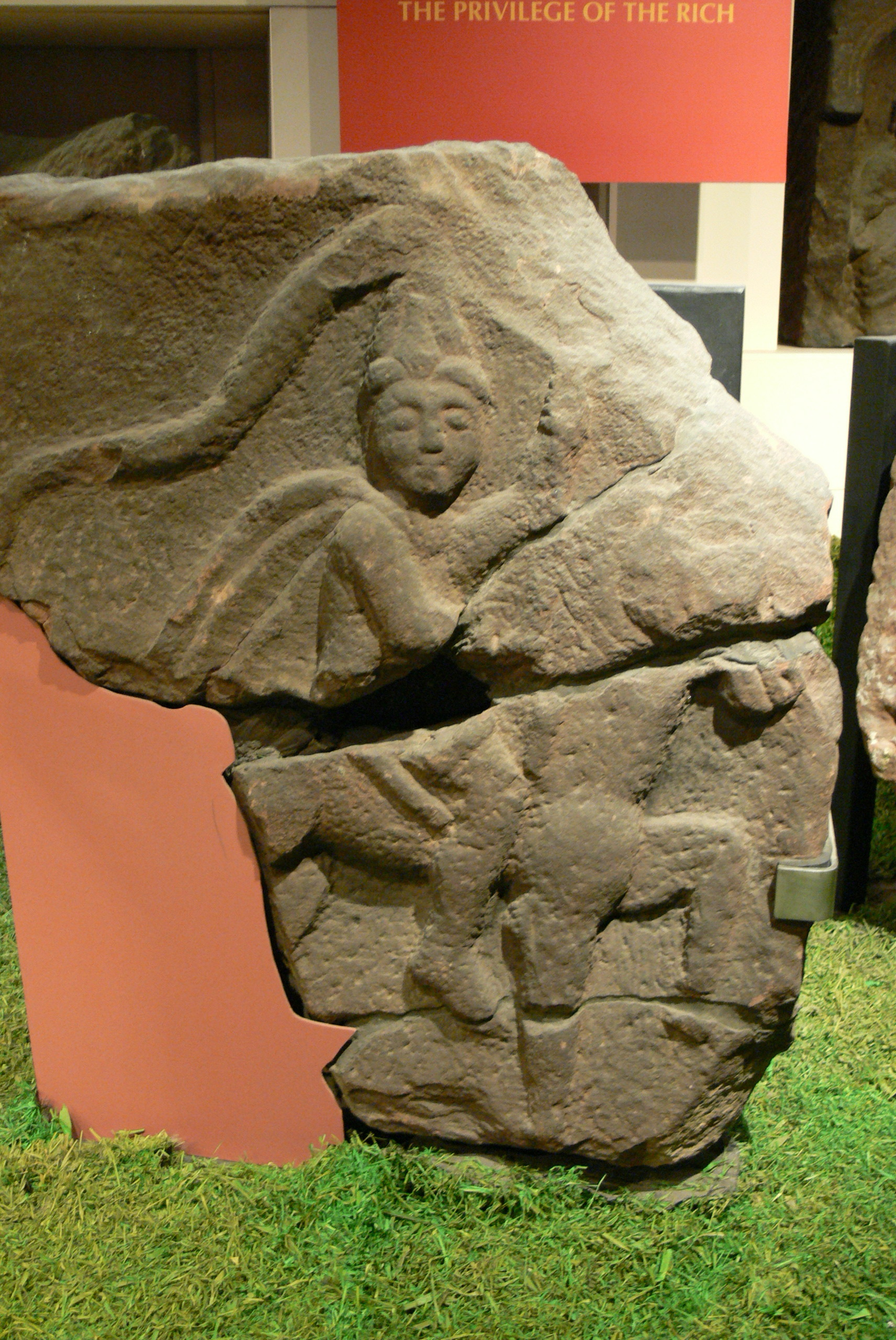
„Szarmata” síremlék: lovas harcos sárkánykígyóval, a szkíta népek hadi jelvényével

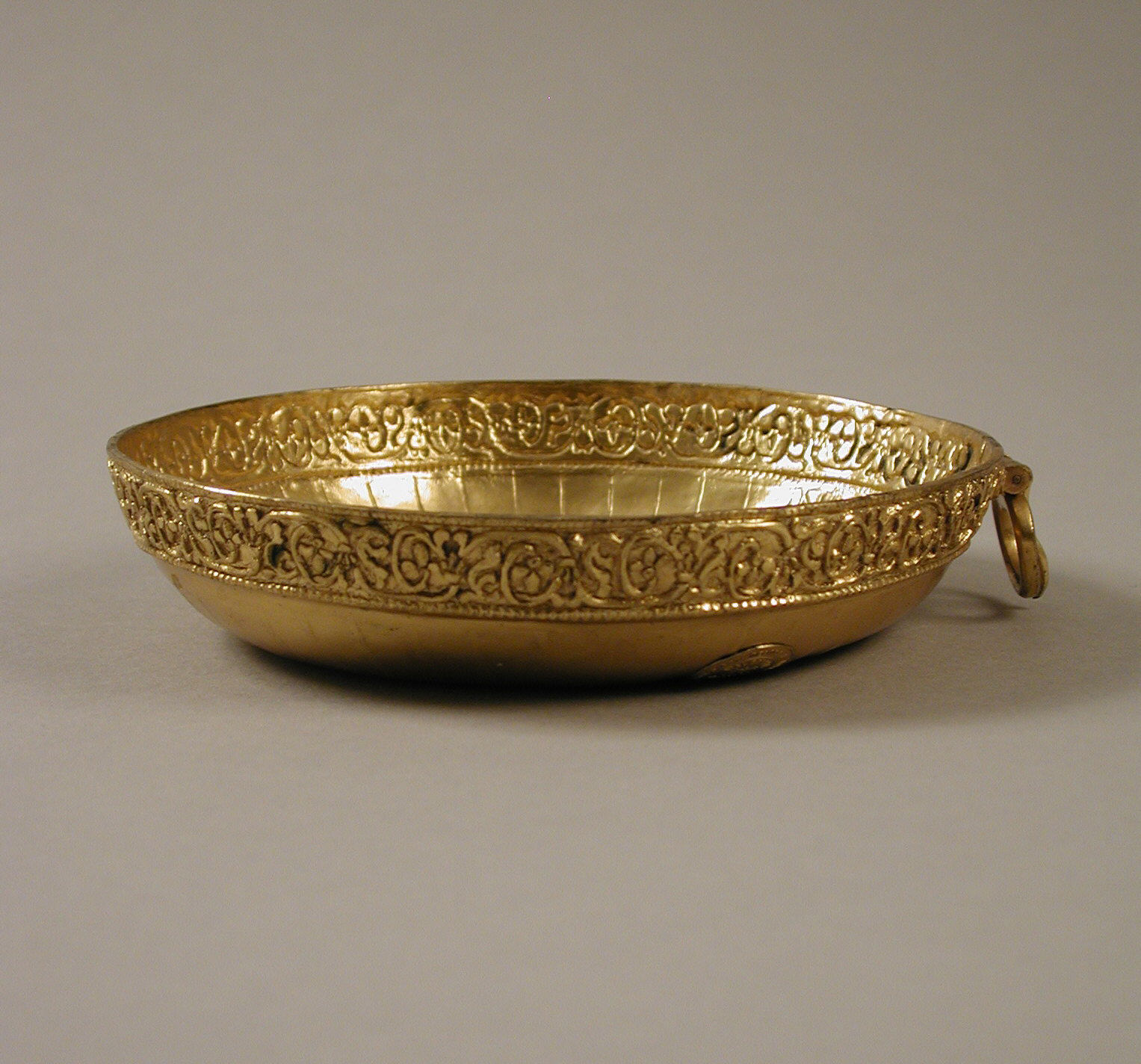
Szkíta áldozati csésze

Artúr király meséje egyik vagy másik jelképét a szkíta népek hiedelemvilágából kölcsönözhette. A szkíta hadistenséget megtestesítő kard például mintája lehetett Excaliburnak, a szkíták hadi jelvénye, a nyitott szájú sárkánykígyó pedig Uther Pendragon vörös sárkányának. A Grálnak nevezett tárgy és a szkíta áldozati csésze kapcsolata ellenben megerősítést igényelne.
A Marcus Aurelius uralkodásának idejében (2. század) Britanniába vezényelt alán haderő (5500 lovas) szerepét – a szkíta jelvények stb. meghonosítását illetően – vélhetően túlbecsülik. Nagyobb számú alán népesség Közép- és Nyugat-Európába a 3–4., illetve az 5. században költözött. Sokaságánál fogva alighanem e népesség örökítette át, adta kölcsön egyes szavait, szokásait, eszméit stb., hagyott nyomokat Európa nyugati felének kultúrájában.
A kőbe zárt kard meséje és a szkíta hadistenség – görögösen Targitaosz – tisztelete (Hérodotosz, IV. 62.) nemigen mutat fel párhuzamokat:
„A többi isteneknek tehát igy s ilyen marhákat áldoznak; de Marsnak igy: kerületenkint mindegyik népgyülési helyen ilyen szentélyt emelnek Marsnak: vesszőrőzséket fölhalmoznak, melyek hossza és szélessége mintegy három stádium [körülbelül 555 méter], de magasságuk kisebb. E fölött négyszegletű terület van csinálva, s három oldala meredek, az egyik pedig följárható, s évenkint száz ötven szekérrel halmoznak reá vesszőket, minthogy az évszakok alatt mindig alább száll. Ezen tömegen régi vas kardot állít föl mindegyik kerület s ez Marsnak a képe.” (Télfy János fordítása.)
Hasonlóképpen számol be e kérdésről Ammianus Marcellinus is (XXXI. 2. 23.) az alánokkal kapcsolatban:
„Templom vagy szentelt hely náluk nem található; még szalmával fedett kunyhót sem lehet látni seholsem, hanem barbár szokás szerint meztelen kardot tűznek a földbe és ezt Marsként nagy tiszteletben tartják, mert őt tekintik az általuk bejárt földek védőszellemének.” (Pirchala Imre fordítása.)
Iordanes – Priszkosz elveszett munkájára hivatkozva – a hunok hadistenségének kardjáról hasonló, ám meseszerű történetet ad elő:
„(…) [Attila] bizalmát még inkább növelte a hadisten kardjának feltalálása, a melyet a scytha királyok mindig szentnek tartottak és mint Priscus történetíró beszéli, ilyen alkalommal fedezték fel. Midőn egyszer egy pásztor – úgymond – a nyáj egyik üszőjét sántítani látta és a nagy seb okát kitalálni nem tudta, aggódva a vér nyomán ment és végre egy kardra bukkant, a melybe az üsző füvet legelve vigyázatlanul belelépett és kiásván azonnal Attilához vitte. Ez megörült az ajándéknak s a mily merész észjárása volt, úgy vélekedett, hogy az egész világ fejedelméül van rendelve s a harczok hatalma a hadisten kardjával neki adatott.” (Bokor János fordítása.)
A sárkány nem egy nép hiedelmeinek, meséinek szereplője. A szkíták csatáiban az emberfeletti, rémísztő szövetséges feladatát tölthette be. Megjelenését Lucius Flavius Arrianus Xenophon (Tekhné taktiké, 35.) ilyenképpen írja le:
„A scytha hadjelek (zászlók) sárkányok, melyek arányos hosszuságú póznákon függnek. Készülnek pedig összevart szines ruhadarabokból, fejeik és egész testök egész a farkig kigyókat ábrázolnak.” (Télfy János fordítása.)
A szkíták áldozati csészéjéről – az esküvési szertartás kellékéről, a szabad ember egyik jelvényéről – egyik-másik ókori szerző is beszámol. Quintus Curtius Rufus történeti munkája szerint a makedón görögök ázsiai hadjáratának idején III. Alexandrosz húsz emberből álló szkíta – valószínűleg kankar – követséget fogadott. A küldöttek vezetőjének beszéde hivatkozik a szkíták eredetmondájára, illetve a szóban forgó, égből aláhullott eszközökre. Hérodotosz (IV. 5.) ekéről, igáról, szekercéről és csészéről, Curtius Rufus (VII. 8. 33.) ekéről, igáról (ökörfogat), fegyverekről (nyíl, dárda) és csészéről (nyeles serpenyő; a fordításban serleg) beszél:
„(…) Szolgálni nem tudunk, parancsolni sem kívánunk senki fiának. Tudd meg, mily ajándékok adattak a szkíthák népének: ökörfogat, eke, nyíl, dárda, serleg. Ezeket fordítjuk barátaink javára, ellenségeink vesztére. Termésünket, az ökrök munkájának gyümölcsét barátainknak adjuk, a serlegből velük együtt bort áldozunk isteneinknek; a nyíllal messziről, a dárdával közelről törünk ellenségeinkre. (….)” (Kárpáty Csilla fordítása.)

### A hun szövetség részeseként

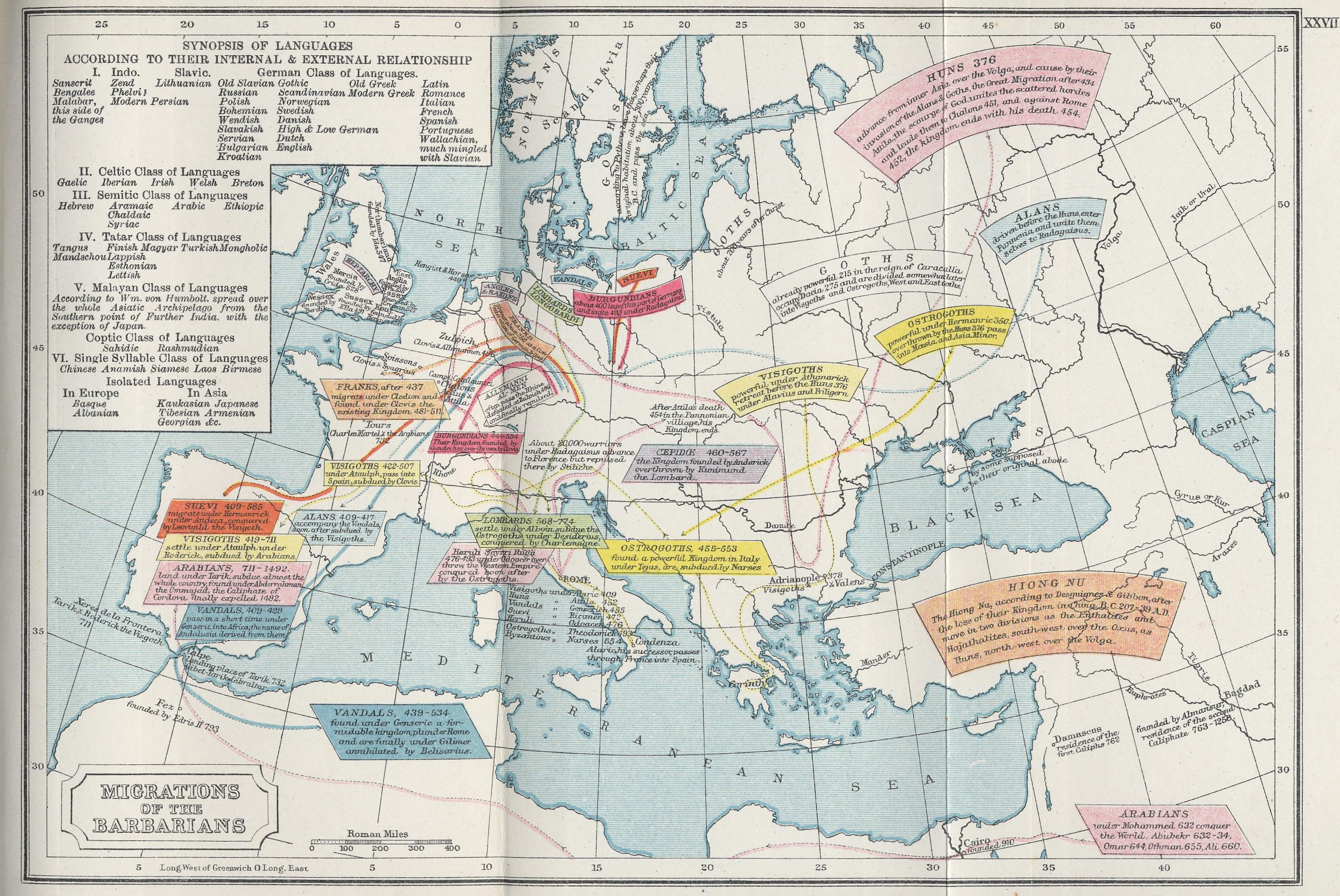
Germán, szkíta és hun népek vándorlása Samuel Butler (1774–1839) szerint

Közép-Ázsia területére a 4. század közepén betört a hunoknak (chionitae, khounnoi, ounnoi stb.), oguroknak, oguzoknak, avagy úzoknak, tielö népeknek is mondott törökök egyik harcias csoportja, majd követték őket a heftalitáknak is nevezett haladzsok az 5. század közepén. A törökök összekovácsolódtak a közép-ázsiai szkíta népekkel, ászikkal, avarokkal, kangarokkal. A török és szkíta népesség keveredése új népalakulatokat is életre hívott.
A Belső-Ázsiából kirajzó törökös népek – a hunok szövetségének részesei – a 350. év táján elsőként Szogdiát és az ászik közép-ázsiai birtokait rohanták meg, s az ászikkal egybevegyülve a kelet-európai pusztán élő alán és germán csoportokra törtek. Egy részüket elűzték, kiszorították lakóhelyükről, más részüket uralmuk alá hajtották, s ezekkel egyesülve Délkelet- és Közép-Európát fenyegették. Az európai hunoknak nevezett kötelék tehát az uralkodó törökök, szkíta ászik, valamint germánok csoportjaiból szerveződött. Előőrseik a 4. század végén jelentek meg a Kárpát-medencében.
A kelet-európai ászik egy része megőrizte függetlenségét, és a Kaukázus északi lábainál alapított országot. (Lásd: Alánia.)
A hunoknak nevezett alakulat megrohanta az Ammianus Marcellinus által tanaitáknak, azaz doniaknak, Donnál lakóknak, Don-mellékieknek nevezett alánok területeit. A legyőzött alánok csatlakoztak a hunok szövetségéhez. A következő mintegy három évtizedben a hun és alán nevet oly sokszor említik együtt, hogy a hunok (törökös népek szövetsége) és a szkíták (jelen esetben az ászik egyes csoportjai) összekovácsolódásában és szoros együttműködésében kételkedni nemigen lehet.
Ammianus Marcellinus (XXXI. 3. 1.) tudósítása e tekintetben teljesen egyértelmű:
„A hunok megölték és kifosztották őket [a tanaitákat], és a túlélőket szövetséges szerződéssel magukhoz láncolták; azután társaságukban merészebben megrohanták Ermenrichus kiterjedt és gazdag szállásait.”
A keleti gótok – bízván a hunok egyik kötelékében, kiket zsoldosként maguk mellé állítottak – egy ideig ellenálltak a hun sereg rohamainak, de számos vereségük, s királyaik (Hermanarik, illetve fia, Withimir) halála után meghódoltak. Csupán kisebb csoportjuk menekült, Alatheus és Saphrax vezetésével, római területre.
A nyugati gótok a hunok támadását a Dnyeszter jobb partján várták, a rohamnak azonban nem tudtak ellenállni, ezért visszavonultak, s átkeltek a Szeret folyón. A nép egyik része – Athanarik vezetésével – az Erdélyi-medencébe (a szkíták nyelvén, görögösen, Kogaionosz, a gótok nyelvéhez hajlítva Hauhaland, latinosan Caucaland) költözött. (Lásd még: Szamolxisz.) A nyugati gótok másik része az Al-Dunánál várta, hogy bebocsátást nyerjen a Római Birodalom területére, s ott letelepedjék. Követték őket Aletheus és Saphrax keleti gótjai, a taifalok, alánok és más nemzetek egyes csoportjai is. Később e bevándorlók (nagyrészt germánok) elhatalmasodtak, s a Római Birodalom, illetve a nyugati világ sorsába is beleszóltak.
A 376. évtől a hunok urai lettek a kelet-európai pusztának. Vezérlő törzseik a puszta keleti felében, előretolt csapataik pedig az Al-Duna vidékén táboroztak le. A 377. évben hunok és alánok kisebb kötelékei már a gótok szövetségeseként léptek fel a római erőkkel szemben. Ez volt a hunok első balkáni szereplése. Alán segédcsapatok a következő évben a hadrianopolisi csatában is részt vettek. A hunok, azaz a törökök osztagai is jelen voltak, de távol maradtak az ütközettől.
A következő két év eseményeinek kapcsán újólag együtt említik a hunok, alánok és gótok nevét, de hogy éppen kik voltak, akik kirabolták és felégették Trákia falvait, arról forrásaink nem szólnak, nemigen tesznek különbséget a nevezettek között. A 380. év után a balkáni tartományokból már nem említenek hunokat és alánokat. Megemlékeznek ellenben a gótokról akik nagy számban szolgáltak a római seregekben.
Szent Ambrus leírása szerint: „A hunok rávetették magukat az alánokra, az alánok a gótokra, a gótok a taifalokra és a szarmatákra; a gótok elhagyták saját országukat, száműzötté tettek minket Illyricumban, és még nincs vége.” A 378. évben az Alföldünkön élő alánok egy része Pannonia tartomány, azaz a Római Birodalom területére próbált bejutni. A szóban forgó év telén I. Theodosius császár sikerrel hadakozott ellenük, de a Trákiába és Moesiába befészkelődött „barbárokon” (forrásaink germánokat, hunokat, szarmatákat, gétákat, azaz trák–szkítákat, valamint alánokat említenek) ő sem tudott úrrá lenni. A 379. év nyarára Pannoniában a helyzet, római szemszögből nézve, oly mértékben javult, hogy Gratianus császár, ki korábban itt tartózkodott, átadta a vezetést hadvezéreinek, s visszatért Italiába.
A hunok előrenyomulása folytatódott. A 381–382. év telén „hunokkal elvegyült” szkírek és karpodákok keltek át az Al-Dunán, a rómaiak azonban néhányszor összecsaptak velük, s visszaűzték őket. A 382. év végén Theodosius békét kötött a nyugati gótokkal. A germánok Moesia inferior és Dacia ripensis tartományban kaptak földeket, s a béke fejében a hunok betörései ellen védték a Birodalmat.
Ez idő tájt maguk a hunok vezérlő fejedelmei és kíséretükben levő csapatok is a Havasalföldön ütötték fel sátraikat. A Kárpát-medence északi részét benépesítő nyugati germán markomannok és kvádok a hunok elől a mai Csehország és Dél-Németország vidékére, a szvébek központi területeire menekültek.
A 383–394. évi polgárháború, a császári hatalom elleni felkelés idején hun és alán lovas csapatok harcoltak (a 384. évben) Theodosius seregében a juthungok ellen. A hunok – Maenchen-Helfen szerint – ekkor már Alföldünk nagyobb részét birtokolták. Urai lettek az itt élő, korábban letelepedett korai szkítáknak, keltáknak, ásziknak stb.
A Római Birodalom keleti tartományaiban a „barbár hordák” – Claudius Claudianus felsorolása szerint getae (géták), sarmatae (ászik), daci (dákok), massagetae (ászik), alani (ászik) és geloni (gelónok), illetve visi (nyugati gótok), bastarnae (basztarnák), alani, huns (hunok), geloni, getae, sarmatae – garázdálkodása nyomán válságosra fordult a helyzet.
A 395. évben a Kelet-Európában tanyázó hunok nagyobb csoportja a Kaukázuson át betört a perzsa és római birtokokra, a perzsák és a rómaiak azonban tönkreverték, illetve elűzték őket. Szent Jeromos 77. levele (399.) ekként számol be a kis-ázsiai eseményekről:
„Az a hír érkezett, hogy a hunok hordái törtek előre a Maeotistól özönlöttek a jeges Tanais és a durva Massageták között, ahol Nagy Sándor kapuja zárta a vad népeket a Kaukázus mögé és gyorslábú lovaikon nyargalnak ide-oda, megtöltve a világot pánikkal és vérontással. A római hadsereg nem volt jelen akkor, mert a polgárháborúk Itáliában tartották. Ezekről a hunokról mondja Hérodotosz, hogy Dáriusz méd király idején 20 évig rabságban tartották és az egyiptomiaktól és etiópoktól éves adót szedtek. Jézus óvja meg a római világot ezen vadállatok további támadásaitól! (…)” (Horváth Gábor fordítása)
Szerzőnk híradása nem mentes a történelmi közhelyektől. Hérodotosz például nem a hunokról, hanem a királyi szkíták egyik csoportjáról tudósít, akik az i. e. 7. században megszállták, és az asszírok szövetségeseként huszonnyolc éven át (i. e. 653–625.) uralták Média országát, s egy csapatuk (i. e. 610. előtt) eljutott a filiszteusok országáig. I. Pszammetik fáraó azonban, latba vetve kincstárának javait is, rábírta őket a visszavonulásra.
A 338. év óta a hunokat és alánokat együtt említették, elsőként általában a vezérlő csoportot, azaz a törököket. A 394. évben azonban csak a Saul által vezényelt alánok csatlakoztak Theodosius császár seregeihez, a hunok közül pedig csak azok, akik Trákiában hadakoztak a birodalmi zászló alatt. Alánok szolgáltak Flavius Stilicho seregeiben a 398. évben, és Saul vezényletével a 402. évben. A 406. esztendőben azonban Stilicho szövetségesei között már csak hunokat és gótokat találunk, és testőrségét is hunok adták. A 409. évben már csak hunok szolgáltak a római hadseregben is.
A 401. évben a hunok egyik alakulata – a nyugati szárny uralkodója ez időben Uldin volt –, a Kárpátokat északról megkerülve megtámadta a vandálokat. A hunok alán (ászi) szövetségesei ekkor szakítottak a hunok szövetségével, s kisebb-nagyobb töredékeiket leszámítva a nyugat felé vonuló germánokhoz csatlakoztak. A 406. év utolsó napján a jórészt vandálokból, szvébekből (kvádokból) és alánokból álló tömeg átkelt a Rajnán, és elárasztotta Galliát. A Kárpát-medence alán lakossága ellenben nagyrészt helyben maradt. Iordanes, aki nem egyszer különbséget tesz „szarmaták” (a Havasalföld és a Kárpát-medence ászi lakói) és „alánok” (a hunok ászi szövetségesei) között, előbbieket említi Pannonia területéről. A Balkánon tanyázó nyugati gótok is, a 408. évben, nyugat felé indultak, s két év múlva bevették és megsarcolták Róma városát. Ez után Galliában, majd a frankok támadása nyomán Hispaniában hoztak létre államot, mely az arab hódításig állott fenn. A nyugati gótok utóbb beolvadtak a helyi lakosságba, ahogyan a többi germán nép és a szkíta alánok is.
Paulus diakónus a hunokra vulgares, azaz bolgár néven is hivatkozik az ötödik század első felének egyik harci eseményével kapcsolatban. Egy névtelen római szerző pedig már a 354. év naptárában Ziezi nevű vezetőt és vulgares nevű népet említ.
Paulus ekképpen tudósít a szóban forgó eseményről:
„Egy alkalommal ugyanis, midőn a legnagyobb gondtalanság közepette mély álomba merülének, éjnek idején rajtuk ütöttek a bolgárok [vulgares], közülök sokakat levágtak, még többet halálra sebeztek és a táborban oly féktelen dühöngést vittek volt véghez, hogy magát Agelmund királyt is megölték s egyetlen leányát fogságba hurczolták.” (A longobardok története: 1, 16) (Gombos Ferencz Albin fordítása.)
A 451. évben a hunok megtámadták Galliát. A hun király, Attila seregének zömét germánok (gepidák és keleti-gótok) alkották. A vele szemben álló római zsoldos hadak – frankok, a Galliában letelepedett nyugati gótok és alánok stb. – vezetője Aëtius, római hadvezér volt. A két sereg Troyes közelében, locus Mauriacus (Mauriacum) síkján csapott össze. (Lásd még: Catalaunumi csata. Catalaunum történetesen az ott letelepedett gótoktól és alánoktól örökölte nevét.) A hunok e csatát követően visszavonultak Galliából, a következő évben azonban Italiában folytattak hadjáratot.
Attila halála (453.) után a germán szövetségesek fellázadtak, több csatában megverték, s végül (454.) a pannoniai Nedao folyó (talán a Duna) mellett legyőzték a hunokat. Alán és keleti gót töredékek a hunok oldalán küzdöttek, majd a vereség után több helyen átkeltek a Dunán a Római Birodalom területére, és ott letelepedtek. A hunok befolyása a Kárpát-medencében megszűnt, területét az egymással marakodó germán királyságok vették birtokba. A hunok maradékai (beleértve alán szövetségeseik töredékeit is) a Havasalföldön, illetve Keleti-Balkán (Dacia ripensis, Kis-Szkítia, Moesia inferior, Trákia) területén leltek hazára, s néhány évszázad alatt összekovácsolódtak a helyben lakókkal. A hunok másik része a kelet-európai pusztára vonult vissza, ahonnan a hunnak, önmaga által bolgárnak (vulgares, boulgaroi), azaz kavarónak nevezett vegyes népesség – törökök és alánok – jelentősebb része nem is mozdult el. A vulgares név a 354. évben, a boulgaroi név pedig a 480. évben tűnt fel először.
A Kárpát-medencében letelepedett szkíta alánok a germán királyságok – gepidák a Tiszántúlon és Erdélyben, keleti gótok Pannoniában stb. – hűbéres szövetségeseként folytatták életüket. A Duna–Tisza közén és a Temesközben egyes csoportjaik megőrizték függetlenségüket. Az Alföldet a ravennai császári udvar továbbra is „szarmata” (vagyis alán) határvidékként tartotta számon. Az 5. század vége felé még tudósítanak a „szarmatákról”. A 469. évben a keleti gótok ellen harcoló germánok seregében – Babai, illetve Beucan nevű királyuk vezetésével, a kvádok utódainak szövetségeseként – részt vettek a Bolia (Ipoly) melletti csatában. Babai 472. körül elfoglalta Singidunum (Belgrád) városát, a gótok azonban legyőzték. A 488. évben még hallunk az alánokról – egy csoportjuk a gepidák soraiban harcolt a gótok ellen –, azután azonban már csak az avarok honfoglalása idején. Legutoljára Paulus diakónus említ „szarmatákat”, az 568. évben Pannoniából kiköltözött langobardok szövetségesei között. Istvánovits szerint azonban Árpád népének honfoglalásáig, s még azután is számolhatunk a Kárpát-medencében a „szarmaták” befolyásával.
A Kárpát-medence területét egy évszázadig a gótok, herulok, gepidák és langobardok stb. törzsei uralták. Az 567–568. évben a Közép-Ázsiából kivándorolt avarok vették birtokba területét, s mintegy 250 évig meg is tartották. A germán törzsek többsége az avarok foglalása után Italiába költözött. A Felső-Tisza vidékét birtokló gepidák többsége azonban nem hagyta el a Kárpát-medencét, az avarok hűbérese lett. Néhány száz év alatt egybevegyültek uraikkal, csakúgy, mint az itt élő szkíta alánok és más népek (pl. dákok, illírek, kelták).

### Kaukázusi Alánia

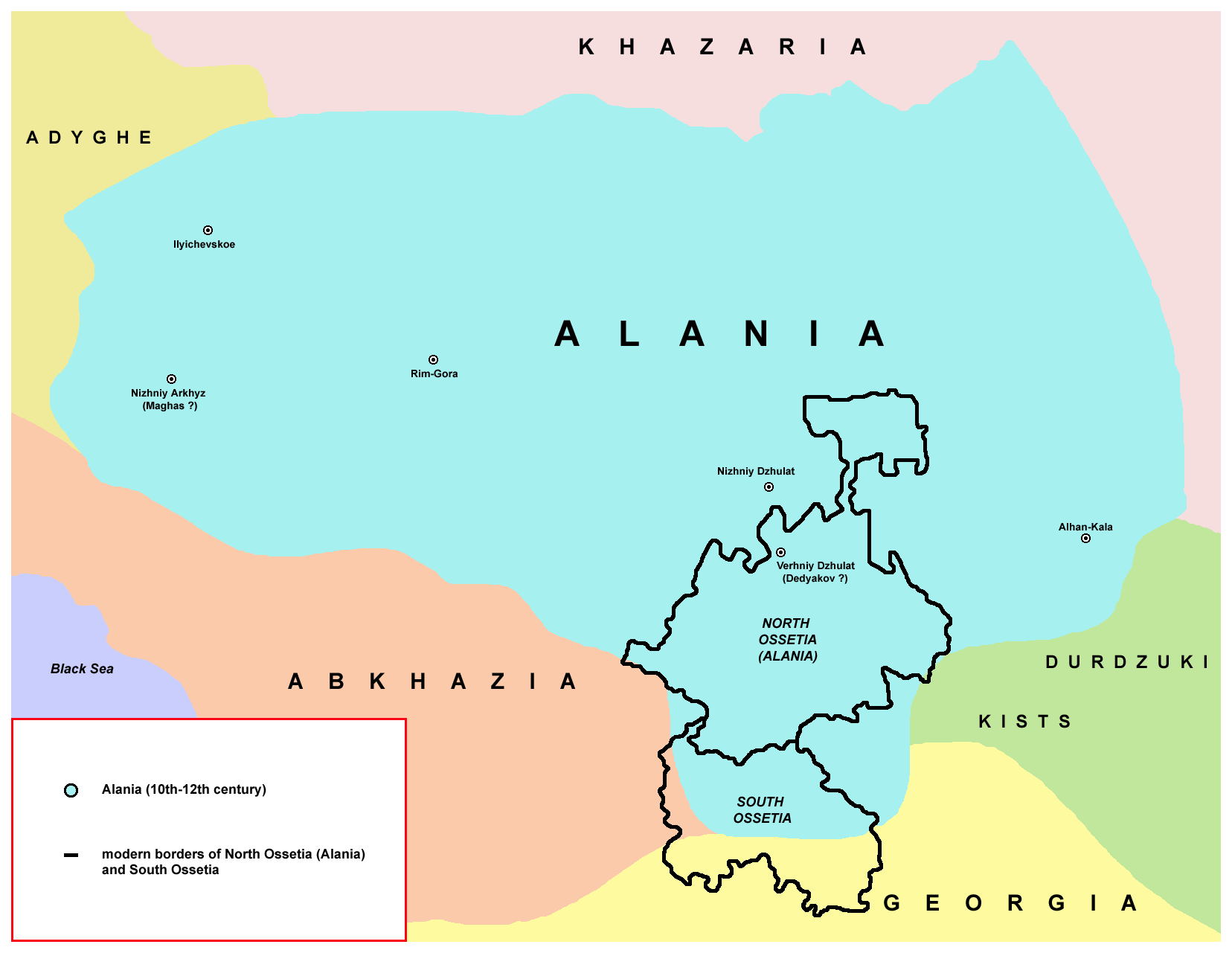
Kaukázusi Alánia a 10–12. században

A 375. év táján az európai hunoknak nevezett török–alán népesség megjelent Kelet-Európában, és uralma alá vonta az ott élő alánokat, valamint germán stb. népeket. A Kaukázus északi előterében élő alánok ellenben megőrizték függetlenségüket. Országuk nagyjából a Dariel-szorostól a Kubány folyó forrásvidékéig terjedt. Arab és perzsa forrásokban jobbára alan vagy as néven szerepelnek. Nevüket örökölte a Dariel-szoros: Alánok kapuja (arabul Bab al-Lan, a perzsák nyelvén Dar-i Alanan).
Az 568. évben a nyugat felé terjeszkedő türkök elfoglalták az alánok kaukázusi országát is. Nem sokkal ez után, a 630. évben a türkök birodalma összeomlott, és ekkor a Kaukázus vidékén élő török–szkíta népek (szabarok stb.) és alánok szövetsége megalapította a kazárok országát.
A 737. évben Alániának egyedül kellett megküzdenie a Derbenti- és Dariel-szoroson beözönlő arab seregekkel. Az arabok legyőzték az alánokat, majd a kazárokra támadtak. Valószínűleg e hadjárat kapcsán költözött a kaukázusi alánok egy része a Donyec és a Don közötti erdős puszta területére. A két folyó között letelepedett alánok régészeti hagyatékát nevezzük szaltovo–majackaja kultúrának.
A kaukázusi alánok a 7–10. században a Kazár Birodalom szövetségesei voltak. Az alán uralkodó Krisztus híve lett, s példáját alattvalóinak egy része is követte. Forrásaink szerint a Bizánci Birodalom keresztény térítői már a 6–7. században eljutottak Alániába.
A 9. század első felében a Kazár Birodalom erejét vallási belháború rendítette meg. A kaukázusi alánok ekkor visszanyerték teljes függetlenségüket, és a 10–11. században királyságuk megerősödött. A 10. századtól keresztény templomokat építettek Alániában, és önálló püspöki székhelyet is alapítottak.
A mongolok az 1239. évben leigázták a kaukázusi alánokat, feldúlták országukat és a fővárost. A foglyokat, a fegyverforgatók egy részét Kínába hurcolták, ahol az 1253. évtől testőrként szolgáltak. Kínai források aszu néven említik őket. A kaukázusi alánok jó része a kunokhoz csatlakozott, velük a kelet-európai puszta nyugati felébe, illetve a magyarok országába költözött, és letelepedett az Alföldön, a mai Jászság területén. Leszármazottaik, a jászok – az ókori szkíta népek közül egyedül ők – mai napig fenntartották nevüket.
A kelet-európai pusztán visszamaradt ászik alapították Jászvásárt Moldvában. A város nevéből – ma Iaşi –, illetve a görögös iazüg(esz) névből következtetve az ászik alkalmasint jászi (többes számban jászik) címmel illették magukat.

### Nyugat-Európában és Észak-Afrikában

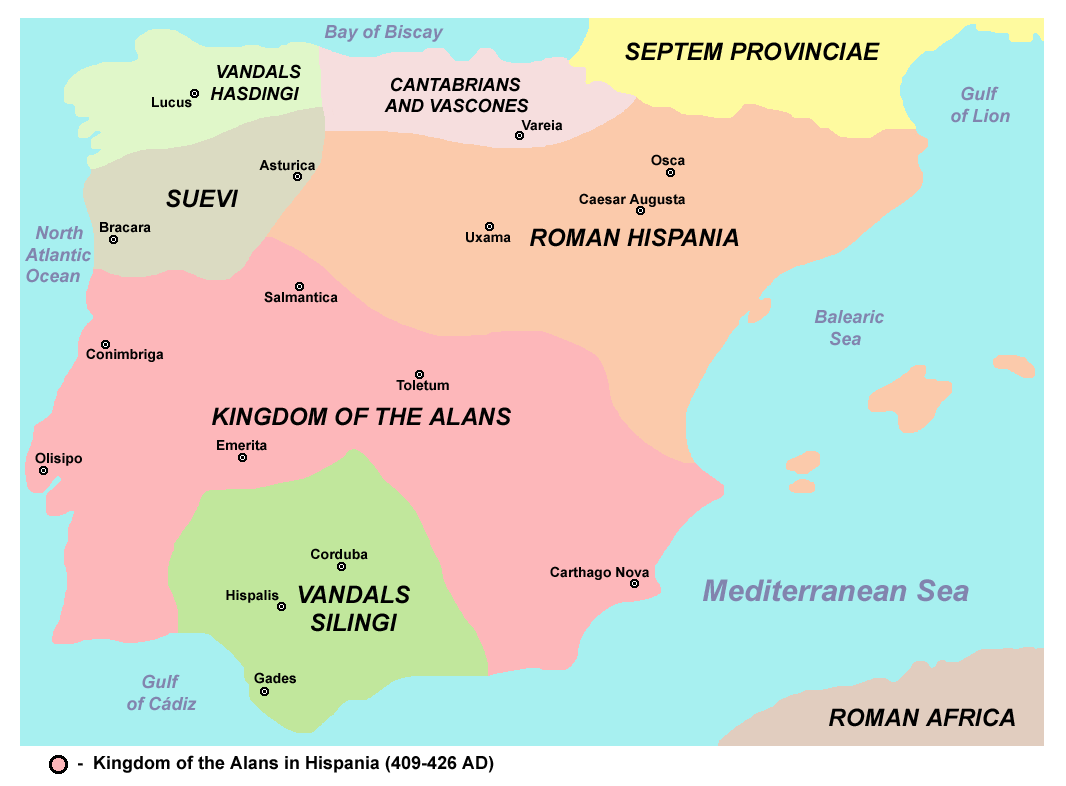
Az alánok királysága Hispania területén (409–426.)

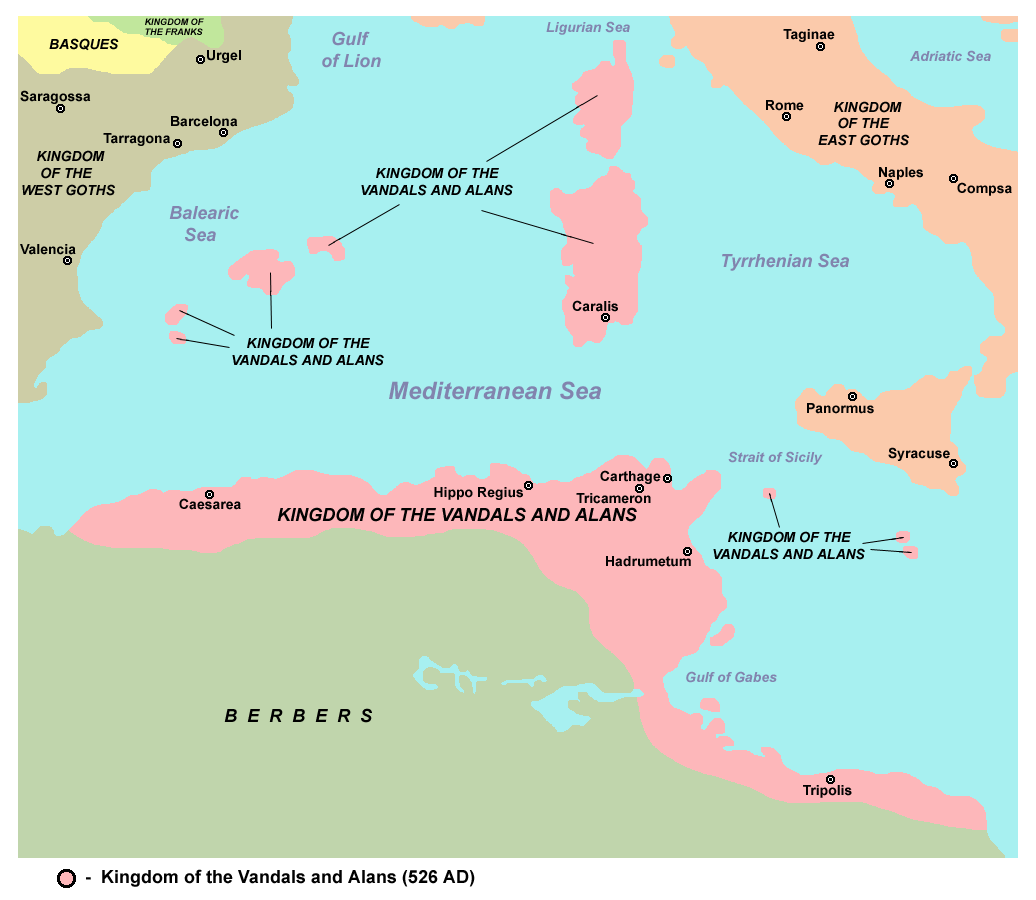
Vandálok és alánok királysága Észak-Afrikában (526.)

A 401. évben a hunok seregének egyik szárnya, a Kárpátokat északról megkerülve, megtámadta a vandálokat. Az alán szövetségesek ezen esemény nyomán kiváltak a hunok kötelékéből, és egy részük, kvád csoportok kísértében, csatlakozott a menekülő vandálokhoz. A vándorló germán–alán népesség a Duna völgyében haladt nyugat felé. A 401. és 402. év fordulóján a Duna középső és felső szakaszánál teleltek. A 406. év utolsó napján a Rajnánál frankok állták útjukat. A folyón átkelő vandálok reménytelen helyzetbe kerültek, az alánok egyik csoportja azonban – uralkodójuk neve Respendial (Respindal) – kimentette őket. Az alánok másik csoportja – vezetőjük Goar (Eochar, Gochar) – a rómaiak szolgálatába állt, és 440. körül lakóhelyet szerzett Aurelianum (Orléans) és Valentia (Valence) környékén. Az Alain férfinév, valamint néhány környékbeli település neve, például Alainville en Beauce emlékeztet egykori jelenlétükre. Az alánok e csoportja részt vett a Mauriacum mellett vívott hunok elleni csatában, Sangiban (Sambida) vezetésével. Pár év múltával a galliai alánok önállósága elveszett, a nyugati gótok leigázták őket.
Az alánok másik csoportja a germánokat követve Gallián át a Pireneusi-félszigetre költözött. Hispaniát a 409. évben érték el. Az alánok Lusitania és Carthaginiensis tartományban telepedtek le. Nem sokkal ezután a nyugati gótok megszállták a Pireneusi-félszigetet, a 418. (vagy a 426.) évben legyőzték az alánokat, és megölték Addak (Attaces) nevű királyukat, Respendial utódját. A vezető nélkül maradt alánok a vandál királynál kerestek menedéket.
A kvádok és a rómaiak szövetsége egy évvel később elűzte a vandálokat és alán szövetségeseiket Gallaeciából (Galícia). Egy évtized múlva a menekülők átkeltek Észak-Afrikába, és a 435. évben a mai Marokkó és Algéria partvidékén telepedtek le, majd a 439. évben birodalmat alapítottak Carthago vidékén. Innen kiindulva Szicília, Szardínia, Korzika és Málta szigetén, valamint a Baleár-szigeteken dúltak. Királyaik Rex Vandalorum et Alanorum címmel ruházták fel magukat. Birodalmuk az 534. évig állt fenn.
Az alánok egykori jelenlétének nyomait a Pireneusi-félszigeten is megtaláljuk. Nevét Catalunya (Katalónia) a gótoktól és az alánoktól örökölte. Portugáliában pl. a Lisszabon körzetéhez tartozó Alenquer település nevét kapcsolják az alánokéhoz. Az alaunt néven ismert nagy testű kutyafajtát (leírása leginkább a kuvaszra illik) az alánok honosították meg a Pireneusi-félszigeten. E fajta a 17. században Ibériában kihalt. Nevét az alano nevű kutyafajta örökölte.

### Bolgárok, kazárok, magyarok kötelékében

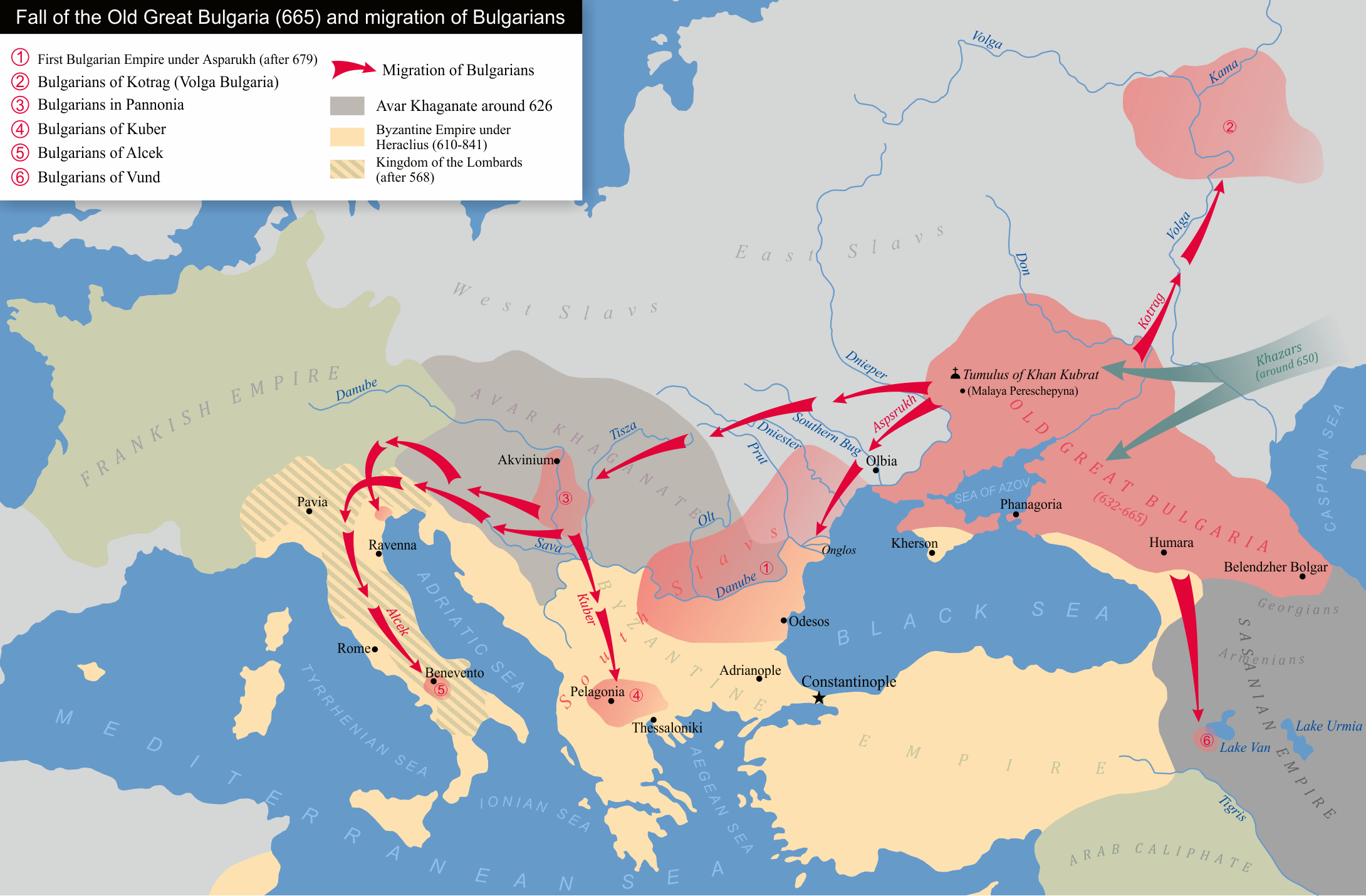
A bolgárok vándorlása: 1) Aszparuh bolgárjai, 2) Kotrag bolgárjai, 3) Kuver bolgárjai az avarok birtokain és 4) Pelagóniában, 5) Alcek bolgárjai, 6) vh’ndur (onogur) csoport Örményország területén

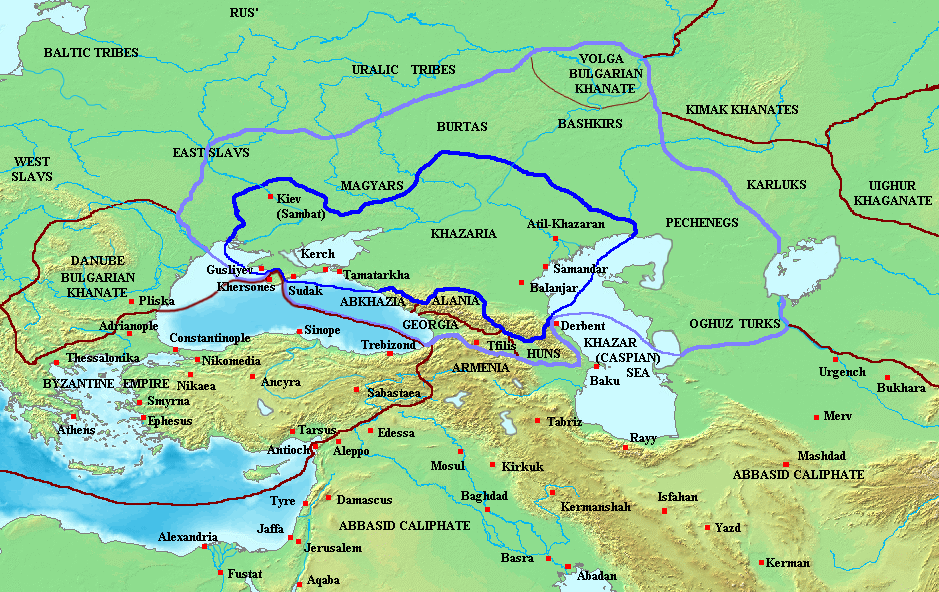
A kazárok birodalma és a szomszédos népek a 820. év táján. Sötétebb kék vonal határolja a kazárok magterületét, világosabb kék jelöli befolyási övezetüket

Attila halála, illetve a germán szövetségesek elszakadása után a hun-bolgárok csapatai elhagyták a Kárpát-medence területét. Részben a Balkánon telepedtek le, ahol utóbb elnyelte őket a helyben lakók tömege, részben visszatértek a kelet-európai pusztára, ahol a bolgár nép zöme lakott. Birodalmuk a Kubány folyótól a Dnyeper, illetve a Dnyeszter vidékéig terjedt. A török népességgel összekovácsolódott ászik – nagy számban, s nyilván nem szétszórtan, hanem kisebb-nagyobb csoportokban éltek a török nyelvű népesség között – bolgárokká lettek, népi nevüket elvesztették. A kisebbségben élők, kb. négy évszázad múltán, szkíta anyanyelvüket is bolgár törökre cserélték. A Kaukázus északi lejtőinél ellenben független alánok állama virágzott, egészen a 13. századig, a mongol megszállás idejéig.
A bolgárok az 5. század végén egyszer Bizánc szövetségeseként harcoltak, pl. a keleti gótok és a gepidák ellen, másszor pedig ellenségként a Balkánon dúltak. Az 520. évtől szlávok is csatlakoztak hozzájuk. Bizánc hamarosan hittérítőket küldött a bolgárokhoz, és az 544. év táján a Szentírást is lefordították nyelvükre. E műből egyetlen példány sem maradt fenn az utókor számára.
A haladzsok, avagy heftaliták költözése az 5. század közepén újabb népmozgást indított el keletről nyugat felé. Nevezettek kezdetben Belső-Ázsia pusztáin éltek, s a 456. évben jelentek meg Közép-Ázsiában. Harcba keveredtek az avarokkal, kik e küzdelmek kapcsán elűzték lakóhelyükről a szabarokat. Utóbbiak a Keleti-Kaukázus vidékén telepedtek le, kimozdítván onnan az ott lakó török–szkíta népességet. E népmozgásról, illetve az onogurok (ogurok) ágazatának népeiről – név szerint a sari (sárga) ogurokat, a szabarokat és az avarokat említi – a legkorábbi európai híradás Priszkosz rétor beszámolója. Tudósítónk szerint a 463. évben a szaragurok (szaragouroi), az urogok (ourogoi) – nyilván ogurok – és az onogurok (onogouroi) követséget küldtek a bizánci udvarhoz.
A szabarok az 506. évben egyeduralomra tettek szert a mai Azerbajdzsán és Dagesztán területén. A 6. század közepe táján (545.) a perzsák szétszórták Keleti-Kaukázusban letelepedett pusztai népeket. A szabarok egy része kitartott a Kura és a Rioni folyó környékén, többségük azonban a Kubány, a Kuma és a Tyerek folyó vidékére, a bolgárok birtokaira települt. Csatlakozásuk nyomán a hun-bolgárok birodalma két részre tagolódott. Keleti részét (a Dontól keletre) öt törzs uralta – utrigurok (outigoroi, outigouroi, besgur) –, nyugati részét (a Don és a Dnyeszter között) hat: kutrigurok (koutigouroi, koutourgouroi, koutrigsuroi, altiagir).
A keleti és a nyugati bolgárok 547–558. között egymással hadban álltak. Az ellenségeskedést Bizánc táplálta. Az 559–560. évben mindkét csoport az avarok igája alá jutott, később pedig, az 568. évben, az utigurok a türkök alattvalói lettek. Az utrigurok neve utoljára az 576., a kutriguroké az 597. évben bukkan fel forrásainkban. A jelzett időtől fogva Bizánc előbbiekre onogur, utóbbiakra bolgár néven hivatkozott.
A belső-ázsiai türkök az 554. évben megszállták Szogdiát, az Aral-tó vidékét, és ekkor az avarok többsége, a hozzájuk csatlakozott kisebb szkíta és hun csoportokkal, Kelet-Európába költözött. Az 555. évben már a Keleti-Kaukázus vidékén táboroztak, és hamarosan (558.) követséget küldtek a bizánci udvarba. A küldöttség szövetségről, lakóhelyről tárgyalt I. Iusztinianosz császárral.
Az 555. évben egy Zakharias rétor munkájához csatolt szír forrás következőképpen sorolja fel a kelet-európai pusztán, a Kaukázustól északra élő pásztorkodó „népeket”: onogur (onogurok), ogur (ogurok), szabar (szabarok), burgar vagy bulgar (bolgárok), kurturgur (kutrigurok), abar (avarok), kaszar (kazárok), sarurgur (szaragurok), dirmir (egyesek szerint itimarok), bagirszik (barszilok, avagy bercelek), kvaliz (kálizok, avagy aorszok), abdel (heftaliták), eftalijt (heftaliták]).
Pseudo-Zakharias arámi nyelvű szövege a szóban forgó nevek – wngr (unogor), wgr (ugor), sbr (szabar), bwrgr (burgar), kwrtrgr (kurtorgor), br (abar), ksr (kaszar), dyrmyr (dyrmyr), srwrgwr (szarurgur), bgrsyq (bagarszyk), kwls (kulasz), bdl (abdel), ftlyt (eftalyt) – többféle hangzósítását is megengedi.
Az avarok 559–560. között legyőzték a barszilokat, a szabarokat és a bolgárokat, és a keleti-szlávok közé sorolt antokat is adófizetőjükké tették. A kutrigurok egyes csoportjai csatlakoztak az avarokhoz. Az utrigurok birtokait nem sokkal később (568.) a terjeszkedő Türk Birodalom kebelezte be.
A türkök birodalmának nyugati fele a 628–630. évben széttöredezett, hűbéresei részben önállósodtak. Ez idő tájt alakították meg független országukat a kazárok a Keleti-Kaukázus vidékén, a hun-bolgárok pedig Onoguriát, avagy Régi Nagy Bulgáriát a Fekete-tenger mellékén.
Az arabok hódítási, terjeszkedési törekvéseinek keleten a kaukázusi alánok, illetve a kazárok állták útját. Az arab hadak a Kaukázus szorosain átkelve, a 642–652. évben, Kelet-Európára törtek, a kazárok azonban, kaukázusi fővárosuk, Balandzsar mellett legyőzték és visszaverték őket.
A 668. év táján a kazárok birtokba vették az Urál folyó és a Don közötti pusztákat. Birodalmukhoz csatolták a belső viszálytól meggyengült Régi Nagy Bulgáriát, és befolyásukat kiterjesztették a környező területekre is.
Kuvrat halála után a bolgárok Batbaján vezette csoportja helyben maradt, a kazárokhoz csatlakozott. A kutrigurok keleti szárnya – fejedelmük hagyomány szerint Kotrag –, miután az arabok a 736. évben áttörték a kazárok kaukázusi védvonalát, az Urál vidékére költözött, és megalapította a bolgárok Volga-melléki országát. A harmadik csoport, Aszparuh, vezetésével az Al-Dunánál szervezett birodalmat. A Kuver vezette negyedik csoport, a 677. évben, az avarok országában telepedett le, és egy balkáni kitérő után végül Aszparuh bolgárjaihoz csatlakozott. Az ötödik csoport – már Kuvrat életében elszakadtak a bolgároktól, és valószínűleg a Kárpát-medencében telepedtek le –, a 631. évben összeütközésbe került az avarokkal. Egy részük a frankoknál keresett oltalmat, I. Dagobert király azonban orvul leölette őket. Másik részük 662. körül, az avarok országából kiűzetvén, Alcek vezetésével előbb a vendek birtokain, azután (665. táján) Ravenna környékén szerzett magának lakóhelyet. Később a mai Molise és Campania környékén telepedtek le.
A hétszázas évek elején az arabok támadást indítottak keleten. Átkeltek a Derbenti-szoroson, és megrohanták a kaukázusi alánok és a kazárok birtokait. A 712. évben Khoraszmia is kezükre jutott. A helyi nemesség és a fegyverviselők színe-java a kazárokhoz menekült. A 722–727. évben az arabok ismét az alánokat és a kazárokat szorongatták. A 723. évben elfoglalták Balandzsar városát, a 737. esztendőben pedig II. Marván ibn Muhammad a kazárok Volga-menti fővárosát (Atil) fenyegette.
A 830. év táján vallási belháború ütött ki a kazárok országában. A lázadásban részt vevő ászik, közelebbről aorszok – arab forrásokban nevük al-Arsiyya, al-Arsiya, As-yah, al-Ursiyya, al-Larisiya, al-Orsiyya és Ors – elpártoltak a kazároktól, kavaroknak (καβαροι) nevezték magukat, és csatlakoztak a szabarok egy csoportjához, kik ugyanekkor szakadtak el a kazároktól. A két csoport szövetsége, az újsütetű nép magyar (arab forrásokban al-Maggariya, badzsgird, bajdzsirt, basgird, basgurd stb.) néven írta be magát a történelembe, a bizánciak azonban leginkább csak türköknek (tourkoi) nevezték őket.
Györffy szerint vélhetően kavar törzsnév az örs, s feltételezése szerint a berény, berencs is. Nem különben a varsány, melynek mai alakja vélekedése szerint a magyar nyelvben végbement osian > vosian átalakulás eredménye, s e név alán („oszét”) néptöredékre vonatkozik. Ide tartozik még szerinte az eszlár, oszlár név is, mely a törökös esz, illetve osz többes száma. Valószínű tehát, mondja Györffy, hogy a kavarok, egy részük legalábbis, alán eredetűek voltak. Felmerült továbbá, hogy a barszilok nevéből származtatható bercel is kavar törzsnév volt.
A kavarok három törzsének, Bulcsú harka beszámolója szerint, egyetlen fejedelme volt, és a kavarok a magyarok seregében az elővédet alkották. Ókori szokás szerint a legutóbb csatlakozott, illetve hódoltatott csoportnak a vezérnép seregében az elővéd szerepe jutott. A magyarok (ungari) és a kabarok (cowari) a 881. évben már a Bécsi-medence területén harcoltak I. Szvatopluk, morva fejedelem szövetségeseként a frankok ellen.
A kavarok között – arab tudósítók beszámolója szerint – nagy számban voltak muszlim vallásúak is.

### Jászok
A 12. századtól a kunok és az ászik nevét gyakorta együtt említik. A kunok kínai források szerint a török (tielö) népek körébe tartoztak, és a Tola folyó vidékén laktak. Később Közép-Ázsia pusztáira vándoroltak, s ott összevegyültek a helyben lakó szkíta (kankar), illetve az oda vándorolt török népekkel (kimekek, kipcsakok, szárik).
A kimekek az Irtis lapályán laktak, az Altaj és a Tarbagataj hegység környékén, s a türkök birodalmának felbomlása után összekovácsolódtak a kipcsakokkal. Nevük hamarosan eltűnt forrásainkból. A kipcsakok az Urál folyó, az Emba, a Tobol és az Isim vidékének pusztáit birtokolták. Déli szomszédaik voltak a Szir-darja középső szakaszánál honos besenyők (kipcsakok és kankarok társulása) és kankarok, továbbá, a 8. század végétől az úzok (kunok). A kunok kezdetben a Szir-darja alsó szakaszánál laktak, a 11. század elején azonban a keletről érkező szárik (sárga ujgurok, avagy palócok) nyomására az Urál folyó és a Volga vidékének pusztáira költöztek. A kipcsakok nagyjából ugyanekkor megszállták a szárik, a kunok és kankarok birtokait, s hamarosan vezető szerephez jutottak. Ez idő tájt (1054.) költözött a kunnak, kanglinak (a kankarok törökös neve), kipcsaknak, palócnak, úznak is címzett népesség Kelet-Európa pusztáira. A kipcsakok és kankarok többsége Közép-Ázsiában maradt. A kunok a következő években a Dnyeperig nyomultak előre – a ruszok hírmondói először az 1061. éven említik őket – az 1070. év táján pedig elérték az Al-Dunát.
Az 1116. évben II. Vlagyimir fia, Jaropolk és David fia Vszevolod a Donyec vidékén elfoglalta a kunok három városát, és ászikat ejtett fogságba, közöttük a fejedelem leányát. E fejedelmi foglyot – utóbb Jaropolk feleségül vette – az 1145. évben Olena Jaszka néven említik. Az e helyen megnevezett ászik vagy a kazárok egykori birodalmának lakói közé tartoztak, vagy az alánok kaukázusi országából menekültek el korábban az arabok támadásai miatt. Forrásaink szerint keresztények voltak.
A mongolok egyik csapata II. Mohammedet hajszolta életre-halálra, majd a Keleti-Kaukázus vidékén pusztított, fosztogatott. A kaukázusi alánok és a cserkeszek Kötöny kunjaival szövetkeztek. A mongolok azonban, álnok módon, hivatkozva rokonságra, és a martalékból részt ígérve, megnyerték maguknak a kunokat. Utóbb azonban kisemmizték szövetségesüket, s ezért azok a ruszoktól kértek segítséget.
Amikor a mongolok a Kalka folyó menti csatában tönkreverték a ruszok és a kunok egyesített hadait, a kunok, és velük alighanem az ászik is, a Dynepertől nyugatra elterülő pusztákra költöztek. Jó részük a mai Moldova területén telepedett le.
Az 1227. évben a kunok nyugati birtokainak két fejedelme, Borc és Membrok megkeresztelkedett, és II. András királyunktól kért menedéket. IX. Gergely pápa a kunok megtérítésének ügyében püspökséget alapított. (Lásd: Milkói püspökség.)
Az 1239. évben Kötöny és népe, IV. Béla hozzájárulásával, az Alföldre költözött. A kunok a Tisza, a Temes, a Maros és a Körös vidékén telepedtek le. Az 1241. évben azonban – fejedelmüket a bizalmatlan pesti főurak megölték – kivonultak az országból. Ugyanezen évben a mongol hadak megszállták Magyarországot.
A 13. századi tatárjárás, illetve Timur Lenk 14. századi hadjáratainak idején az alánok kaukázusi országa elpusztult. Az alánok hűbéresei (dvalok, tushetiek, valamint a szomszédaik által oszétoknak nevezett ironok és digorok) helyben maradtak, s a Kaukázus vidékén élnek a mai napig. Az ászik kisebb része később törökös népek, pl. az alanla néven is ismert, bolgár származású balkárok közé vegyült, s nyelvében törökké lett. Többségük azonban, magával ragadva hűbéreseinek egy csoportját, a hunokkal együtt nyugatra költözött – IV. Béla az 1246. évben visszatelepítette a kunokat is –, és végül a magyarok országában lelt hazára. Nevük, jászó alakban, legkorábban az 1245. évben jelenik meg forrásainkban. Az általuk lakott terület neve Jászság, központja Jászberény.

## Selmeczi László és Vásáry István állításai
Selmeczi László kijelentése szerint – állításai jó részben Czeglédy Károly kutatásain alapulnak – az ászik egy ideig vezető szerepet játszottak Közép-Ázsiában, az Aral-tótól keletre. Nevezettek a kínai forrásokban Kangkü néven említett ország lakói voltak, amely a Szir-darja középső szakaszától északra, a Kazak puszta déli peremét és a Csu folyó völgyét foglalta magában. Az ászik a tohárok vándorlása idején, az i. e. 129. évben, befolyásukat a Szir-darjától délre is kiterjesztették. A tohárok, majd az ászik megszállták Szogdiát, s ekképpen Szogdia, illetve a tohárok végül az asiani (asi) fennhatósága alá kerültek.
A tohárok vándorlásával kapcsolatban említett ász, ászi, ászián névvel illetett népesség nem más – mondja Vásáry István –, mint Kangkü iráni népe, a szakarauka népnév pedig a szakák szintén iráni nyelvű népének egy csoportját jelöli. A görög–latin forrásokban tohár néven szereplő nép pedig egyszerűen nem lehet más, mint a kínai források jüecsije.
A 350. év után – folytatja Selmeczi – Kangkü önállósága elveszett. Területét azok a tielö (ogur) törzsek foglalták el, melyek korábban az Irtis folyó vidékén éltek. A 460. év táján a Góbi sivatag környékén lakó zsuanzsuanok (avarok, uar-hunok) újabb támadásai először a szavírokat űzték Közép-Ázsia pusztáira, majd a szavírok távozása (506.) után az egykori Kangkü területén a choaliták (hválisz, halisz, káliz) alapítottak birodalmat.
Selmeczi és Vásáry terjedelmes értekezésének e helyen csupán ide vágó részleteit, pontosabban azok tartalmi kivonatát tükröztük. Jeles szerzőink bajosan áttekinthető leírása fölött már ítéletet mondott az idő. Megállapításaik jórészt elhibázottak, az esetek többségében nincsenek összhangban a tényekkel. Szerzőink a törzsek, népek, szövetségek nevét sem használják helyesen. Az alán cím például az ászi nép, a névadó, vezérlő ászik, valamint az aorszok és a rhoxolánok törzsének társulását jelenti. A duhsz-ász (tusheti, tush) és a tuval-ász (dval, tual) név kaukázusi népeket jelöl. Nevezettek az ászik hűbéresei voltak.
Az ászik az i. e. 2. században nem Kangcsü lakói voltak, hanem a Szir-darja alsó szakaszánál, illetve Khoraszmia oázisának területén, az Amu-darja alsó szakaszánál laktak.
Az i. e. 130. év táján a kangarok kezdtek hódításokba. Elfoglalták Szogdia északnyugati felét, és befolyásukat az ászik birtokaira is kiterjesztették. Utóbbiak ekkor elvesztették önállóságukat, a kangarok alárendeltjei, alanyai lettek, s változtatták éppen ezért szövetségük nevét (görögösen masszagetai) alánra (alanoi). A helytelenül tokhároknak nevezett jüecsik (月氏) nagyjából ugyanekkor Szogdia délkeleti részét és Kelet-Baktriát szállták meg. Ők nem voltak sem a kangarok, sem az ászik hűbéresei.
A jüecsik (nevük helyes átírása kínaiból jüecse lenne) nem azonosak az iráni tokhárokkal, akik túlnyomórészt a Tarim-medence városállamaiban éltek. Egyik csoportjuk Kelet-Baktria (Tokharisztán) lakója volt. A tokhárok, illetve lakóhelyük neve utóbb a hódító jüecsikre is átszállott, s ezért címezték őket (többek között) tokhároknak is.
A belső-ázsiai zsouzsanok, avagy zsuanzsuanok és a közép-ázsiai avarok között nincsen kapcsolat. A szabarok sorsát visszafelé csak közép-ázsiai hazájukig tudjuk nyomon követni. Korábbi lakóhelyükkel kapcsolatban – alighanem Közép-Ázsiában szerveződtek néppé – egyelőre csak találgatni lehet.
A latinos choalita név Khoraszmia szkíta lakóira, az aorszokra hivatkozik. Khoraszmia birodalma egy időben magában foglalta a kangarok korábbi birtokait is.

### Első ismert törzsterületük, Kangkü
Zhang Qian, kínai diplomata-utazó az i. e. 129. évben járt Közép-Ázsiában, s úti jelentésében leírta Kangkü országot, amely a Tiensan hegységtől északra, a Szir-darja középső folyása és a Balhas-tó között, a Kara-tau hegység és Csu folyó völgye területén helyezkedett el. Más forrásokból tudjuk, hogy Kangkü lakói ekkor az ászik voltak.
Az ászik a tokhárok vándorlása során, az i. e. 128. évben, kiterjesztették fennhatóságukat a Szir-darjától délre eső területekre is. Ekkor Szogdia a tokhárok, a tokhárok pedig az ászik uralma alá kerültek. E betörésről Sztrabón és Pompeius Trogus is megemlékezik mint az ászik és a szakaraukák behatolásáról: innen tudjuk az ászikat Kangkü népével azonosítani.

### Az alánok meghódítása
Az alánok a 30. év tájáig az aorszok törzsszövetségének – az általuk birtokolt terület nyugati határa a Don, a Fekete-tenger és a Kaukázus, keleti határa az Aral-tó és a Szir-darja alsó folyása menti puszta – részét képezték. Az alánok, miután a szövetség felbomlott, újraszervezték a törzsszövetség egy részét, de a kínai források szerint még az 1. században a nyugat felé terjeszkedő ászik befolyása alá kerültek. Ez az ászi uralom a 3. századig fennállt, és ekkor vagy ez után ászik költözhettek az alánok közé. A Dzsajháni-hagyomány szerint, a 870. év táján, az alánok négy nagy törzse közül a vezértörzs neve duhsz-ász, egy másik nagy törzsé tuval-ász volt. Ez nemcsak arra utal, hogy az alánok közé ászik keveredtek, hanem a hosszú ászi uralom miatt az alánok is átvették az ászik nevét. Az alán név a mongol kor után teljesen eltűnik a forrásokból.

### Jászok
Magyarországra a jászok – valószínűleg inkább az első jászok – a kunokkal együtt települtek be, a 13. században. Mai ismereteink alapján a kunok nem találkozhattak az eredeti ászikkal, hanem legkorábban a 11. században a Kaukázus előterében az alán-ászikkal. Az egykori Kangkü területén ekkorra már annyi uralmi változás történt, hogy ha töredékeik maradtak is ott, a kunok érkezésekor már régen nevet és nyelvet kellett váltaniuk.
A kunok és a jászok kapcsolatát két adat igazolja. Az 1116. évben a támadó ruszok ellen a kunok városait a jászok védték, illetve a tatárjárás idején a mongolok legyőzték a jászokat úgy, hogy elvágták őket a kunoktól.

### Oszétok
Az oszétok a Kaukázus előterében élő alán-ászik ma élő utódai, akik egyedüli megtartói indoiráni nyelvüknek. Nevük országuk grúz nevéből – ovsz-ethi „oszok országa” – ered. A magyarországi jászok még a 15. században is nyelvükhöz igen közel álló nyelvet beszéltek.

## További ismertetők
- Horvát István (1829): Jászok. I. Értekezés. A’ Jászokról, mint Magyar Nyelvü Népről és Nyilazókról. Tudományos Gyűjtemény 13 (7): 3–59.
- Horvát István (1829): Jászok. I. Értekezés. A’ Jászokról, mint Magyar Nyelvü Népről és Nyilazókról. Tudományos Gyűjtemény 13 (8): 3–59.
- Horvát István (1829): Jászok. I. Értekezés. A’ Jászokról, mint Magyar Nyelvü Népről és Nyilazókról. Tudományos Gyűjtemény 13 (9): 3–60.
- Horvát István (1830): Jászok. II. Értekezés. A’ Jászokról, mint Toxotákról, Iónokról, Pannonokról, Pelasgusokról, Paeonokról és Hellenekről. Tudományos Gyűjtemény 14 (7): 3–55.
- Horvát István (1830): Jászok. II. Értekezés. A’ Jászokról, mint Toxotákról, Iónokról, Pannonokról, Pelasgusokról, Paeonokról és Hellenekről. Tudományos Gyűjtemény 14 (8): 3–67.
- Horvát István (1830): Jászok. II. Értekezés. A’ Jászokról, mint Toxotákról, Iónokról, Pannonokról, Pelasgusokról, Paeonokról és Hellenekről. Tudományos Gyűjtemény 14 (9): 3–65.
- Kánnai Zoltán (2007): A jászok nyelvéről. (Madocsa, Budapest.)
- Kodolányi János (1936): A vas fiai. Budapest.
- Otrokocsi Foris, F. (1693): Originum Hungaricarum. Pars secunda. In qua, Variorum nominum, originibus hungaricis exornandis inservientium, expositio philologica, continuator. Quorum in numero sunt: Pannonia, Dacia, Erdély, Athila, Deucalion, Prometheus, Orion, Tyndareus, Helena, Hercules, Argos, Ister, Maeotis, Tanais, Parthus, Caucasus, Ararat, Araxes, cum multis aliis, quae claudit celebre illud Amazon. Franequerae.
- Papp Ildikó Katalin (1999): A jászok.(JATE BTK OTDK)